# Золотой дубль (футбол)
«Золотой дубль» — термин в футболе, который обозначает выигрыш в одном сезоне чемпионата и кубка своей страны.
Первым клубом в мире, выигравшим «дубль», стал английский «Престон Норт Энд» в сезоне 1888/89.
Лидером по числу «золотых дублей» является клуб из Северной Ирландии «Линфилд», по состоянию на май 2021 года у «Линфилда» таких дублей уже 25.

## Европа

### Австрия
| Клуб               | Число «дублей» | Сезоны                                                                                   |
| ------------------ | -------------- | ---------------------------------------------------------------------------------------- |
| Аустрия Вена       | 10             | 1923/24, 1925/26, 1948/49, 1961/62, 1962/63, 1979/80, 1985/86, 1991/92, 2002/03, 2005/06 |
| Ред Булл Зальцбург | 9              | 2011/12, 2013/14, 2014/15, 2015/16, 2016/17, 2018/19, 2019/20, 2020/21, 2021/22          |
| Рапид Вена         | 6              | 1918/19, 1919/20, 1945/46, 1967/68, 1982/83, 1986/87                                     |
| Адмира Ваккер      | 5              | 1927/28, 1931/32, 1933/34, 1946/47, 1965/66                                              |
| Ваккер Инсбрук     | 2              | 1972/73, 1974/75                                                                         |
| ЛАСК               | 1              | 1964/65                                                                                  |
| Сваровски-Тироль   | 1              | 1988/89                                                                                  |
| Штурм              | 1              | 1998/99                                                                                  |
| ГАК                | 1              | 2003/04                                                                                  |

### Азербайджан
| Клуб            | Число «дублей» | Сезоны                                   |
| --------------- | -------------- | ---------------------------------------- |
| Карабах Агдам   | 5              | 1993, 2014/15, 2015/16, 2016/17, 2021/22 |
| Нефтчи Баку     | 3              | 1995/96, 2003/04, 2012/13                |
| Кяпаз           | 1              | 1997/98                                  |
| Хазар-Ленкорань | 1              | 2006/07                                  |

### Албания
| Клуб             | Число «дублей» | Сезоны                                   |
| ---------------- | -------------- | ---------------------------------------- |
| Партизани Тирана | 7              | 1948, 1949, 1957, 1958, 1961, 1964, 1993 |
| Динамо Тирана    | 6              | 1950, 1951, 1952, 1953, 1960, 1990       |
| Тирана           | 2              | 1996, 1999                               |
| Влазния          | 1              | 1972                                     |
| Скендербеу       | 1              | 2017/18                                  |

### Англия
В английском футболе дублем (the Double) принято называть выигрыш в одном сезоне чемпионского титула в высшем дивизионе (Первый дивизион до 1992 года, Премьер-лига после 1992 года) и Кубка Англии. Первым английским клубом, выигравшим «дубль», стал «Престон Норт Энд» в сезоне 1888/1889.
| Клуб              | Число «дублей» | Сезоны                    |
| ----------------- | -------------- | ------------------------- |
| Манчестер Юнайтед | 3              | 1993/94, 1995/96, 1998/99 |
| Арсенал           | 3              | 1970/71, 1997/98, 2001/02 |
| Манчестер Сити    | 2              | 2018/19, 2022/23          |
| Престон Норт Энд  | 1              | 1888/89                   |
| Астон Вилла       | 1              | 1896/97                   |
| Тоттенхэм Хотспур | 1              | 1960/61                   |
| Ливерпуль         | 1              | 1985/86                   |
| Челси             | 1              | 2009/10                   |

### Андорра
| Клуб                   | Число «дублей» | Сезоны                             |
| ---------------------- | -------------- | ---------------------------------- |
| Санта-Колома           | 4              | 2000/01, 2002/03, 2003/04, 2017/18 |
| Принсипат              | 3              | 1996/97, 1997/98, 1998/99          |
| Констелласьо Эспортива | 1              | 1999/00                            |
| Интер                  | 1              | 2019/20                            |

### Армения
| Клуб           | СССР | Армения                         | Всего |
| -------------- | ---- | ------------------------------- | ----- |
| Пюник          | -    | 2002, 2004, 2009, 2010, 2014/15 | 5     |
| Арарат Ереван  | 1973 | 1993                            | 2     |
| Киликия        | -    | 1995/96                         | 1     |
| Спартак Ереван | -    | 1998                            | 1     |

### Белоруссия
| Клуб          | Число «дублей» | Сезоны           |
| ------------- | -------------- | ---------------- |
| БАТЭ          | 3              | 2006, 2010, 2015 |
| Динамо Минск  | 2              | 1992, 1993/94    |
| Славия-Мозырь | 2              | 1996, 2000       |
| Белшина       | 1              | 2001             |

### Бельгия
| Клуб          | Число «дублей» | Сезоны                    |
| ------------- | -------------- | ------------------------- |
| Андерлехт     | 3              | 1964/65, 1971/72, 1993/94 |
| Брюгге        | 2              | 1976/77, 1995/96          |
| Юнион         | 1              | 1912/13                   |
| Серкль Брюгге | 1              | 1926/27                   |

### Болгария
| Клуб         | Число «дублей» | Сезоны                                                                                               |
| ------------ | -------------- | --- |
| Левски София | 13             | 1942, 1946, 1947, 1949, 1950, 1969/70, 1976/77, 1978/79, 1983/84, 1993/94, 1999/00, 2001/02, 2006/07 |
| ЦСКА София   | 11             | 1951, 1954, 1955, 1960/61, 1968/69, 1971/72, 1972/73, 1982/83, 1986/87, 1988/89, 1996/97             |
| Лудогорец    | 2              | 2011/12, 2013/14                                                                                     |
| Славия София | 1              | 1995/96                                                                                              |

### Босния и Герцеговина
| Клуб               | Число «дублей» | Сезоны           |
| ------------------ | -------------- | ---------------- |
| Челик Зеница       | 2              | 1994/95, 1995/96 |
| Железничар Сараево | 2              | 2000/01, 2011/12 |
| Сараево            | 1              | 2018/19          |

### Венгрия
| Клуб        | Число «дублей» | Сезоны                                                                 |
| ----------- | -------------- | ---------------------------------------------------------------------- |
| Ференцварош | 8              | 1912/13, 1926/27, 1927/28, 1975/76, 1994/95, 2003/04, 2015/16, 2021/22 |
| МТК         | 4              | 1913/14, 1922/23, 1924/25, 1996/97                                     |
| Уйпешт      | 3              | 1969, 1970, 1974/75                                                    |
| Гонвед      | 2              | 1984/85, 1988/89                                                       |
| Дебрецен    | 2              | 2009/10, 2011/12                                                       |

### Германия
В Германии «Бавария» из Мюнхена смогла первой в истории немецкого футбола сделать «двойной дубль», «Бавария» в течение двух лет в 2005 и 2006 годах выигрывала чемпионат и кубок Германии.

#### Германия до Второй Мировой войны и ФРГ
| Клуб              | Число «дублей» | Сезоны |
| ----------------- | -------------- | --- |
| Бавария           | 13             | 1968/69, 1985/86, 1999/00, 2002/03, 2004/05, 2005/06, 2007/08, 2009/10, 2012/13, 2013/14, 2015/16, 2018/19, 2019/20 |
| Шальке 04         | 1              | 1936/37 |
| Кёльн             | 1              | 1977/78 |
| Вердер            | 1              | 2003/04 |
| Боруссия Дортмунд | 1              | 2011/12 |
| Байер 04          | 1              | 2023/24 |

#### ГДР
| Клуб           | Число «дублей» | Сезоны                    |
| -------------- | -------------- | ------------------------- |
| Динамо Дрезден | 3              | 1970/71, 1976/77, 1989/90 |
| Динамо Берлин  | 1              | 1987/88                   |
| Ганза          | 1              | 1990/91                   |

### Гибралтар
| Клуб                        | Число «дублей» | Сезоны |
| --------------------------- | -------------- | --- |
| Линкольн                    | 17             | 1985/86, 1989/90, 1992/93, 1993/94, 2003/04, 2004/05, 2005/06, 2006/07, 2007/08, 2008/09, 2009/10, 2010/11, 2013/14, 2014/15, 2015/16, 2020/21, 2021/22 |
| Гласис Юнайтед              | 3              | 1980/81, 1981/82, 1996/97 |
| Европа                      | 3              | 1937/38, 1951/52, 2016/17 |
| Манчестер Юнайтед Гибралтар | 2              | 1976/77, 1979/80 |
| Британия                    | 1              | 1936/37 |
| Гибралтар Юнайтед           | 1              | 1946/47 |
| Сент-Джозеф                 | 1              | 1995/96 |

### Греция
| Клуб         | Число «дублей» | Сезоны |
| ------------ | -------------- | --- |
| Олимпиакос   | 18             | 1946/47, 1950/51, 1953/54, 1956/57, 1957/58, 1958/59, 1972/73, 1974/75, 1980/81, 1998/99, 2004/05, 2005/06, 2007/08, 2008/09, 2011/12, 2012/13, 2014/15, 2019/20 |
| Панатинаикос | 8              | 1968/69, 1976/77, 1983/84, 1985/86, 1990/91, 1994/95, 2003/04, 2009/10                                                                                           |
| АЕК          | 2              | 1938/39, 1977/78 |
| ПАОК         | 1              | 2018/19 |

### Грузия
| Клуб            | Число «дублей» | Сезоны                                                                                   |
| --------------- | -------------- | ---------------------------------------------------------------------------------------- |
| Динамо Тбилиси  | 10             | 1991/92, 1992/93, 1993/94, 1994/95, 1995/96, 1996/97, 2002/03, 2012/13, 2013/14, 2015/16 |
| Торпедо Кутаиси | 1              | 2000/01                                                                                  |

### Дания
| Клуб       | Число «дублей» | Сезоны                             |
| ---------- | -------------- | ---------------------------------- |
| Копенгаген | 4              | 2003/04, 2008/09, 2015/16, 2016/17 |
| Орхус      | 3              | 1954/55, 1956/57, 1960             |
| Вайле      | 2              | 1958, 1972                         |
| Брондбю    | 2              | 1997/98, 2004/05                   |
| Ольборг    | 1              | 2013/14                            |

### Израиль
| Клуб              | Число «дублей» | Сезоны                                                        |
| ----------------- | -------------- | ------------------------------------------------------------- |
| Маккаби Тель-Авив | 7              | 1946/47, 1953/54, 1957/58, 1969/70, 1976/77, 1995/96, 2014/15 |
| Хапоэль Тель-Авив | 4              | 1933/34, 1937/38, 1999/00, 2009/10                            |
| Бритиш Полис      | 1              | 1931/32                                                       |
| Маккаби Нетания   | 1              | 1977/78                                                       |
| Маккаби Хайфа     | 1              | 1990/91                                                       |
| Бейтар Иерусалим  | 1              | 2007/08                                                       |

### Ирландия
| Клуб             | Число «дублей» | Сезоны                                               |
| ---------------- | -------------- | ---------------------------------------------------- |
| Шемрок Роверс    | 6              | 1924/25, 1931/32, 1963/64, 1984/85, 1985/86, 1986/87 |
| Дандолк          | 4              | 1978/79, 1987/88, 2015, 2018                         |
| Богемианс Дублин | 3              | 1927/28, 2000/01, 2008                               |
| Сент-Джеймс Гейт | 1              | 1921/22                                              |
| Корк Юнайтед     | 1              | 1940/41                                              |
| Корк Атлетик     | 1              | 1950/51                                              |
| Дерри Сити       | 1              | 1988/89                                              |
| Шелбурн          | 1              | 1999/00                                              |
| Корк Сити        | 1              | 2017                                                 |

### Исландия
| Клуб          | Число «дублей» | Сезоны                 |
| ------------- | -------------- | ---------------------- |
| Акранес       | 4              | 1983, 1984, 1993, 1996 |
| Рейкьявик     | 4              | 1961, 1963, 1999, 2011 |
| Валюр         | 1              | 1976                   |
| Вестманнаэйяр | 1              | 1998                   |
| Викингур      | 1              | 2021                   |

### Испания
| Клуб            | Число «дублей» | Сезоны                                                                         |
| --------------- | -------------- | ------------------------------------------------------------------------------ |
| Барселона       | 9              | 1951/52, 1952/53, 1958/59, 1997/98, 2008/09, 2014/15, 2015/16, 2017/18 2024/25 |
| Атлетик Бильбао | 5              | 1929/30, 1930/31, 1942/43, 1955/56, 1983/84                                    |
| Реал Мадрид     | 4              | 1961/62, 1974/75, 1979/80, 1988/89                                             |
| Атлетико Мадрид | 1              | 1995/96                                                                        |

### Италия
| Клуб    | Число «дублей» | Сезоны                                               |
| ------- | -------------- | ---------------------------------------------------- |
| Ювентус | 6              | 1959/60, 1994/95, 2014/15, 2015/16, 2016/17, 2017/18 |
| Интер   | 2              | 2005/06, 2009/10                                     |
| Торино  | 1              | 1942/43                                              |
| Наполи  | 1              | 1986/87                                              |
| Лацио   | 1              | 1999/00                                              |

### Казахстан
| Клуб          | Число «дублей» | Сезоны |
| ------------- | -------------- | ------ |
| Кайрат        | 1              | 1992   |
| Спартак Семей | 1              | 1995   |
| Женис         | 1              | 2001   |
| Актобе        | 1              | 2008   |
| Астана        | 1              | 2016   |

### Кипр
| Клуб           | Число «дублей» | Сезоны                                               |
| -------------- | -------------- | ---------------------------------------------------- |
| АПОЭЛ          | 6              | 1936/37, 1946/47, 1972/73, 1995/96, 2013/14, 2014/15 |
| Омония Никосия | 5              | 1971/72, 1973/74, 1980/81, 1981/82, 1982/83          |
| Анортосис      | 2              | 1961/62, 1997/98                                     |
| ЭПА            | 2              | 1944/45, 1945/46                                     |
| Траст          | 1              | 1934/35                                              |

### Косово
| Клуб       | Число «дублей» | Сезоны           |
| ---------- | -------------- | ---------------- |
| Фероникели | 2              | 2014/15, 2018/19 |
| Бесиана    | 1              | 2001/02          |
| Беса Печ   | 1              | 2004/05          |
| Приштина   | 1              | 2012/13          |

### Латвия
| Клуб      | Число «дублей» | Сезоны                                   |
| --------- | -------------- | ---------------------------------------- |
| Сконто    | 7              | 1992, 1995, 1997, 1998, 2000, 2001, 2002 |
| Вентспилс | 3              | 2007, 2011, 2013                         |
| Рига      | 1              | 2018                                     |

### Литва
| Клуб      | Число «дублей» | Сезоны                       |
| --------- | -------------- | ---------------------------- |
| Жальгирис | 5              | 1991, 2013, 2014, 2015, 2016 |
| Каунас    | 2              | 2002, 2004                   |
| Экранас   | 2              | 2010, 2011                   |
| Сириюс    | 1              | 1990                         |
| Инкарас   | 1              | 1994/95                      |
| Судува    | 1              | 2019                         |

### Лихтенштейн
Единственное клубное футбольное соревнование в Лихтенштейне — Кубок Лихтенштейна по футболу. Страна не имеет своего собственного чемпионата, так как команды из Лихтенштейна участвуют в чемпионате Швейцарии.

### Люксембург
| Клуб                | Число «дублей» | Сезоны                                                                 |
| ------------------- | -------------- | ---------------------------------------------------------------------- |
| Женесс Эш           | 8              | 1936/37, 1953/54, 1972/73, 1973/74, 1975/76, 1987/88, 1996/97, 1998/99 |
| Дюделанж            | 8              | 1947/48, 2005/06, 2006/07, 2008/09, 2011/12, 2015/16, 2016/17, 2018/19 |
| Ред Бойз Дифферданж | 3              | 1925/26, 1930/31, 1978/79                                              |
| Авенир              | 3              | 1983/84, 1992/93, 1993/94                                              |
| Фола                | 1              | 1923/24                                                                |
| Спора               | 1              | 1927/28                                                                |
| Прогресс Нидеркорн  | 1              | 1977/78                                                                |
| Унион Люксембург    | 1              | 1990/91                                                                |
| Гревенмахер         | 1              | 2002/03                                                                |

### Мальта
| Клуб            | Число «дублей» | Сезоны                                                        |
| --------------- | -------------- | ------------------------------------------------------------- |
| Валлетта        | 7              | 1959/60, 1977/78, 1996/97, 1998/99, 2000/01, 2013/14, 2017/18 |
| Флориана        | 5              | 1949/50, 1952/53, 1954/55, 1957/58, 1992/93                   |
| Слима Уондерерс | 5              | 1935/36, 1939/40, 1955/56, 1964/65, 2003/04                   |
| Хамрун Спартанс | 3              | 1982/83, 1986/87, 1987/88                                     |
| Хибернианс      | 1              | 1981/82                                                       |
| Рабат Аякс      | 1              | 1985/86                                                       |

### Молдавия
| Клуб            | Число «дублей» | Сезоны                                                                 |
| --------------- | -------------- | ---------------------------------------------------------------------- |
| Шериф Тирасполь | 7              | 2000/01, 2001/02, 2005/06, 2007/08, 2008/09, 2009/10, 2016/17, 2021/22 |
| Зимбру          | 1              | 1997/98                                                                |

### Нидерланды
| Клуб      | Число «дублей» | Сезоны                                                                 |
| --------- | -------------- | ---------------------------------------------------------------------- |
| Аякс      | 9              | 1966/67, 1969/70, 1971/72, 1978/79, 1982/83, 1997/98, 2001/02, 2018/19 |
| ПСВ       | 4              | 1975/76, 1987/88, 1988/89, 2004/05                                     |
| Фейеноорд | 3              | 1964/65, 1968/69, 1983/84                                              |
| РАП       | 1              | 1898/99                                                                |
| ХВВ       | 1              | 1902/03                                                                |
| АЗ '67    | 1              | 1980/81                                                                |

### Норвегия
| Клуб         | Число «дублей» | Сезоны                                                     |
| ------------ | -------------- | ---------------------------------------------------------- |
| Русенборг    | 10             | 1971, 1988, 1990, 1992, 1995, 1999, 2003, 2015, 2016, 2018 |
| Фредрикстад  | 3              | 1937/38, 1956/57, 1960/61                                  |
| Люн          | 1              | 1968                                                       |
| Стрёмсгодсет | 1              | 1970                                                       |
| Лиллестрём   | 1              | 1977                                                       |
| Викинг       | 1              | 1979                                                       |
| Мольде       | 1              | 2014                                                       |

### Польша
| Клуб         | Число «дублей» | Сезоны                                                  |
| ------------ | -------------- | ------------------------------------------------------- |
| Легия        | 7              | 1955, 1956, 1993/94, 1994/95, 2012/13, 2015/16, 2017/18 |
| Гурник Забже | 3              | 1964/65, 1970/71, 1971/72                               |
| Рух Хожув    | 1              | 1973/74                                                 |
| Лех          | 1              | 1983/84                                                 |
| Висла Краков | 1              | 2002/03                                                 |

### Португалия
| Клуб              | Число «дублей» | Сезоны                                                                                            |
| ----------------- | -------------- | ------------------------------------------------------------------------------------------------- |
| Бенфика Лиссабон  | 11             | 1942/43, 1954/55, 1956/57, 1963/64, 1968/69, 1971/72, 1980/81, 1982/83, 1986/87, 2013/14, 2016/17 |
| Порту             | 9              | 1955/56, 1987/88, 1997/98, 2002/03, 2005/06, 2008/09, 2010/11, 2019/20, 2021/22                   |
| Спортинг Лиссабон | 6              | 1940/41, 1947/48, 1953/54, 1973/74, 1981/82, 2001/02                                              |

### Россия
Московский «Спартак» сделал первый и последний «двойной дубль» в СССР в 1938 и 1939 годах.
Московский ЦСКА смог первым в истории российского футбола сделать «двойной дубль» в 2005 и 2006 годах.
| Клуб                  | СССР             | Россия                 | Всего |
| --------------------- | ---------------- | ---------------------- | ----- |
| Спартак Москва        | 1938, 1939, 1958 | 1992, 1994, 1998       | 6     |
| ЦСКА Москва           | 1948, 1951, 1991 | 2005, 2006, 2012/13    | 6     |
| Зенит Санкт-Петербург | —                | 2010, 2019/20, 2023/24 | 3     |
| Динамо Москва         | 1937             | —                      | 1     |
| Торпедо Москва        | 1960             | —                      | 1     |

### Румыния
| Клуб                 | Число «дублей» | Сезоны                                                                    |
| -------------------- | -------------- | ------------------------------------------------------------------------- |
| Стяуа                | 9              | 1951, 1952, 1975/76, 1984/85, 1986/87, 1988/89, 1995/96, 1996/97, 2014/15 |
| Динамо Бухарест      | 6              | 1963/64, 1981/82, 1983/84, 1989/90, 1999/00, 2003/04                      |
| Университатя Крайова | 2              | 1980/81, 1990/91                                                          |
| ЧФР Клуж-Напока      | 2              | 2007/08, 2009/10                                                          |
| Рипензия             | 1              | 1935/36                                                                   |
| Арад                 | 1              | 1947/48                                                                   |

### Сан-Марино
| Клуб              | Число «дублей» | Сезоны           |
| ----------------- | -------------- | ---------------- |
| Доманьяно         | 2              | 2001/02, 2002/03 |
| Мурата            | 2              | 2006/07, 2007/08 |
| Пеннаросса        | 1              | 2003/04          |
| Тре Фиори         | 1              | 2009/10          |
| Фольгоре/Фальчано | 1              | 2014/15          |
| Ла Фиорита        | 1              | 2017/18          |

### Северная Ирландия
| Клуб               | Число «дублей» | Сезоны |
| ------------------ | -------------- | --- |
| Линфилд            | 25             | 1890/91, 1891/92, 1892/93, 1894/95, 1897/98, 1901/02, 1903/04, 1921/22, 1922/23, 1929/30, 1933/34, 1949/50, 1961/62, 1977/78, 1979/80, 1981/82, 1993/94, 2005/06, 2006/07, 2007/08, 2009/10, 2010/11, 2011/12, 2016/17, 2020/21 |
| Белфаст Селтик     | 3              | 1925/26, 1936/37, 1937/38 |
| Гленторан          | 3              | 1920/21, 1950/51, 1987/88 |
| Лисберн Дистиллери | 2              | 1895/96, 1902/03 |
| Квинс Айленд       | 1              | 1923/24 |
| Гленавон           | 1              | 1956/57 |
| Портадаун          | 1              | 1990/91 |

### Северная Македония
| Клуб            | Число «дублей» | Сезоны           |
| --------------- | -------------- | ---------------- |
| Вардар          | 2              | 1992/93, 1994/95 |
| Работнички      | 2              | 2007/08, 2013/14 |
| Силекс          | 1              | 1996/97          |
| Слога Югомагнат | 1              | 1999/00          |
| Шкендия         | 1              | 2017/18          |

### Сербия
| Клуб             | Югославия                                                     | Сербия и Черногория | Сербия                             | Всего |
| ---------------- | ------------------------------------------------------------- | ------------------- | ---------------------------------- | ----- |
| Црвена Звезда    | 1958/59, 1963/64, 1967/68, 1969/70, 1989/90, 1994/95, 1999/00 | 2003/04, 2005/06    | 2006/07, 2020/21                   | 11    |
| Партизан Белград | 1946/47, 1993/94                                              | -                   | 2007/08, 2008/09, 2010/11, 2016/17 | 6     |

### Словакия
| Клуб              | Чехословакия  | Словакия                                             | Всего |
| ----------------- | ------------- | ---------------------------------------------------- | ----- |
| Слован Братислава | 1955, 1973/74 | 1993/94, 1998/99, 2010/11, 2012/13, 2019/20, 2020/21 | 8     |
| Интер Братислава  | -             | 1999/00, 2000/01                                     | 2     |
| Тренчин           | -             | 2014/15, 2015/16                                     | 2     |
| Спартак Трнава    | 1970/71       | -                                                    | 1     |
| Ружомберок        | -             | 2005/06                                              | 1     |
| Петржалка         | -             | 2007/08                                              | 1     |
| Жилина            | -             | 2011/12                                              | 1     |

### Словения
| Клуб            | Число «дублей» | Сезоны                             |
| --------------- | -------------- | ---------------------------------- |
| Марибор         | 4              | 1996/97, 1998/99, 2011/12, 2012/13 |
| Олимпия Любляна | 2              | 1992/93, 2017/18                   |

### Турция
| Клуб        | Число «дублей» | Сезоны                                                        |
| ----------- | -------------- | ------------------------------------------------------------- |
| Галатасарай | 7              | 1962/63, 1972/73, 1992/93, 1998/99, 1999/00, 2014/15, 2018/19 |
| Фенербахче  | 3              | 1967/68, 1973/74, 1982/83                                     |
| Бешикташ    | 3              | 1989/90, 2008/09, 2020/21                                     |
| Трабзонспор | 2              | 1976/77, 1983/84                                              |

### Украина
| Клуб          | СССР                   | Украина                                                                         | Всего |
| ------------- | ---------------------- | ------------------------------------------------------------------------------- | ----- |
| Динамо Киев   | 1966, 1974, 1985, 1990 | 1992/93, 1995/96, 1997/98, 1998/99, 1999/00, 2002/03, 2006/07, 2014/15, 2020/21 | 13    |
| Шахтёр Донецк | -                      | 2001/02, 2007/08, 2010/11, 2011/12, 2012/13, 2016/17, 2017/18, 2018/19, 2023/24 | 9     |

### Уэльс
| Клуб            | Число «дублей» | Сезоны                                                        |
| --------------- | -------------- | ------------------------------------------------------------- |
| Нью-Сейнтс      | 7              | 2004/05, 2011/12, 2013/14, 2014/15, 2015/16, 2018/19, 2021/22 |
| Кардифф Сити    | 4              | 1922/23, 1966/67, 1967/68, 1969/70                            |
| Барри Таун      | 4              | 1996/97, 2000/01, 2001/02, 2002/03                            |
| Суонси Сити     | 1              | 1912/13                                                       |
| Ловеллс Атлетик | 1              | 1947/48                                                       |
| Ньюпорт Каунти  | 1              | 1979/80                                                       |
| Рил             | 1              | 2003/04                                                       |

### Фарерские острова
| Клуб        | Число «дублей» | Сезоны                                                                       |
| ----------- | -------------- | ---------------------------------------------------------------------------- |
| ХБ          | 13             | 1955, 1963, 1964, 1971, 1973, 1975, 1978, 1981, 1982, 1988, 1998, 2004, 2020 |
| КИ          | 3              | 1966, 1967, 1999                                                             |
| ГИ          | 2              | 1983, 1996                                                                   |
| ТБ          | 1              | 1977                                                                         |
| Б-36        | 1              | 2001                                                                         |
| ЭБ/Стреймур | 1              | 2008                                                                         |

### Финляндия
| Клуб            | Число «дублей» | Сезоны                             |
| --------------- | -------------- | ---------------------------------- |
| ХИК             | 6              | 1981, 2003, 2011, 2014, 2017, 2020 |
| Хака            | 2              | 1960, 1977                         |
| Тампере Юнайтед | 1              | 2007                               |

### Франция
| Клуб            | Число «дублей» | Сезоны                                               |
| --------------- | -------------- | ---------------------------------------------------- |
| ПСЖ             | 6              | 2014/15, 2015/16, 2017/18, 2019/20, 2023/24, 2024/25 |
| Сент-Этьен      | 4              | 1967/68, 1969/70, 1973/74, 1974/75                   |
| Олимпик Марсель | 2              | 1971/72, 1988/89                                     |
| Лилль           | 2              | 1945/46, 2010/11                                     |
| Сет             | 1              | 1933/34                                              |
| Расинг Париж    | 1              | 1935/36                                              |
| Ницца           | 1              | 1951/52                                              |
| Реймс           | 1              | 1957/58                                              |
| Монако          | 1              | 1962/63                                              |
| Бордо           | 1              | 1986/87                                              |
| Осер            | 1              | 1995/96                                              |
| Олимпик Лион    | 1              | 2007/08                                              |

### Хорватия
| Клуб          | Югославия | Хорватия                                                                                                   | Всего |
| ------------- | --------- | --- | ----- |
| Динамо Загреб | -         | 1995/96, 1996/97, 1997/98, 2006/07, 2007/08, 2008/09, 2010/11, 2011/12, 2014/15, 2015/16, 2017/18, 2020/21 | 12    |
| Хайдук Сплит  | 1973/74   | 1994/95 | 2     |
| Риека         | -         | 2016/17 | 1     |

### Черногория
| Клуб         | Число «дублей» | Сезоны  |
| ------------ | -------------- | ------- |
| Рудар Плевля | 1              | 2009/10 |
| Будучност    | 1              | 2020/21 |

### Чехия
| Клуб         | Чехословакия                       | Чехия                              | Всего |
| ------------ | ---------------------------------- | ---------------------------------- | ----- |
| Спарта Прага | 1945/46, 1983/84, 1987/88, 1988/89 | 1943/44, 2006/07, 2013/14          | 7     |
| Славия Прага | -                                  | 1940/41, 1941/42, 2018/19, 2020/21 | 4     |
| Дукла Прага  | 1960/61, 1965/66                   | -                                  | 2     |

### Швейцария
| Клуб         | Число «дублей» | Сезоны                                                                 |
| ------------ | -------------- | ---------------------------------------------------------------------- |
| Грассхоппер  | 8              | 1926/27, 1936/37, 1941/42, 1942/43, 1951/52, 1955/56, 1982/83, 1989/90 |
| Базель       | 6              | 1966/67, 2001/02, 2007/08, 2009/10, 2011/12, 2016/17                   |
| Лозанна      | 2              | 1934/35, 1943/44                                                       |
| Ла-Шо-де-Фон | 2              | 1953/54, 1954/55                                                       |
| Цюрих        | 2              | 1965/66, 1975/76                                                       |
| Янг Бойз     | 2              | 1957/58, 2019/20                                                       |
| Серветт      | 1              | 1978/79                                                                |
| Сьон         | 1              | 1996/97                                                                |

### Швеция
| Клуб         | Число «дублей» | Сезоны                                            |
| ------------ | -------------- | ------------------------------------------------- |
| Мальмё       | 7              | 1943/44, 1950/51, 1952/53, 1967, 1974, 1975, 1986 |
| Гётеборг     | 3              | 1982, 1983, 1991                                  |
| Норрчёпинг   | 2              | 1942/43, 1944/45                                  |
| Юргорден     | 2              | 2002, 2005                                        |
| Хельсингборг | 2              | 1941, 2011                                        |
| АИК          | 1              | 2009                                              |

### Шотландия
| Клуб      | Число «дублей» | Сезоны |
| --------- | -------------- | --- |
| Селтик    | 19             | 1906/07, 1907/08, 1913/14, 1953/54, 1966/67, 1968/69, 1970/71, 1971/72, 1973/74, 1976/77, 1987/88, 2000/01, 2003/04, 2006/07, 2012/13, 2016/17, 2017/18, 2018/19, 2019/20 |
| Рейнджерс | 18             | 1927/28, 1929/30, 1933/34, 1934/35, 1948/49, 1949/50, 1952/53, 1962/63, 1963/64, 1975/76, 1977/78, 1991/92, 1992/93, 1995/96, 1998/99, 1999/00, 2002/03, 2008/09          |
| Абердин   | 1              | 1983/84 |

### Эстония
| Клуб    | Число «дублей» | Сезоны                             |
| ------- | -------------- | ---------------------------------- |
| Левадия | 6              | 1999, 2000, 2004, 2007, 2014, 2021 |
| Флора   | 4              | 1994/95, 1997/98, 2011, 2020       |

## Южная Америка

### Аргентина
| Клуб         | Число «дублей» | Сезоны     |
| ------------ | -------------- | ---------- |
| Бока Хуниорс | 2              | 1969, 2015 |

### Боливия
| Клуб    | Число «дублей» | Сезоны |
| ------- | -------------- | ------ |
| Боливар | 1              | 2009   |

### Бразилия
| Клуб             | Число «дублей» | Сезоны |
| ---------------- | -------------- | ------ |
| Крузейро         | 1              | 2003   |
| Атлетико Минейро | 1              | 2021   |

### Венесуэла
| Клуб                     | Число «дублей» | Сезоны           |
| ------------------------ | -------------- | ---------------- |
| Португеса                | 3              | 1973, 1976, 1977 |
| Каракас                  | 2              | 1994, 2009       |
| Депортиво Петаре         | 1              | 1961             |
| Унион Депортиво Канариас | 1              | 1968             |
| Депортиво Галисия        | 1              | 1969             |
| Эстудиантес де Мерида    | 1              | 1985             |
| Маритимо де Венесуэла    | 1              | 1988             |

### Колумбия
| Клуб               | Число «дублей» | Сезоны     |
| ------------------ | -------------- | ---------- |
| Мильонариос        | 2              | 1953, 1963 |
| Атлетико Насьональ | 1              | 2013       |

### Парагвай
Единственное клубное футбольное соревнование в Парагвае — Чемпионат Парагвая по футболу. Кубок не разыгрывается.

### Перу
Единственное клубное футбольное соревнование в Перу — Чемпионат Перу по футболу. Кубок не разыгрывается.

### Уругвай
| Клуб                 | Число «дублей» | Сезоны                       |
| -------------------- | -------------- | ---------------------------- |
| Насьональ Монтевидео | 5              | 1903, 1912, 1915, 1919, 1923 |
| СУРКК                | 3              | 1901, 1905, 1907             |
| Монтевидео Уондерерс | 1              | 1906                         |

### Чили
| Клуб                | Число «дублей» | Сезоны                 |
| ------------------- | -------------- | ---------------------- |
| Коло-Коло           | 4              | 1981, 1989, 1990, 1996 |
| Универсидад де Чили | 1              | 2000                   |

### Эквадор
Кубок Эквадора был впервые проведён в 2019 году. Ни одна из команд не создала «золотой дубль».

## Африка

### Алжир
| Клуб      | Число «дублей» | Сезоны                    |
| --------- | -------------- | ------------------------- |
| Белуиздад | 3              | 1965/66, 1968/69, 1969/70 |
| Кабилия   | 2              | 1976/77, 1985/86          |
| Сетиф     | 2              | 1967/68, 2011/12          |
| МК Алжир  | 1              | 1975/76                   |
| УСМ Алжир | 1              | 2002/03                   |

### Ангола
| Клуб                     | Число «дублей» | Сезоны                       |
| ------------------------ | -------------- | ---------------------------- |
| Петру Атлетику ди Луанда | 5              | 1987, 1993, 1994, 1997, 2000 |
| Примейру ди Агошту       | 2              | 1991, 2006                   |
| Примейру ди Маю          | 1              | 1983                         |

### Бенин
| Клуб                      | Число «дублей» | Сезоны |
| ------------------------- | -------------- | ------ |
| Этуаль Спортив Порто-Ново | 1              | 1974   |
| Дрэгонс Порто-Ново        | 1              | 1986   |

### Ботсвана
| Клуб                 | Число «дублей» | Сезоны           |
| -------------------- | -------------- | ---------------- |
| Могодитшане Файтерз  | 3              | 1999, 2000, 2003 |
| Тауншип Роллерз      | 3              | 1979, 2005, 2010 |
| Габороне Юнайтед     | 2              | 1970, 1990       |
| Дефенс Форс Габороне | 2              | 1989, 2004       |
| Нотвейн              | 1              | 1978             |
| ЛКС Гюннерс          | 1              | 1992             |
| Мочуди Сентр Чифс    | 1              | 2008             |

### Буркина-Фасо
| Клуб                   | Число «дублей» | Сезоны                                         |
| ---------------------- | -------------- | ---------------------------------------------- |
| Этуаль Филант Уагадугу | 8              | 1965, 1985, 1988, 1990, 1992, 1993, 2001, 2008 |
| Фасо-Йенненга          | 2              | 2009, 2013                                     |
| Рэйл Клуб дю Кадиого   | 1              | 2016                                           |

### Бурунди
| Клуб    | Число «дублей» | Сезоны                          |
| ------- | -------------- | ------------------------------- |
| Витал’О | 5              | 1986, 1994, 1996, 1999, 2014/15 |

### Габон
| Клуб             | Число «дублей» | Сезоны     |
| ---------------- | -------------- | ---------- |
| Битам            | 2              | 2003, 2010 |
| ФК 105 Либревиль | 1              | 1986       |
| УСМ Либревиль    | 1              | 2002       |
| Мангаспорт       | 1              | 2005       |
| Мунана           | 1              | 2016       |

### Гамбия
| Клуб           | Число «дублей» | Сезоны                       |
| -------------- | -------------- | ---------------------------- |
| Уоллидан       | 5              | 1976, 2001, 2002, 2004, 2008 |
| Реал де Банжул | 1              | 1997                         |

### Гана
| Клуб                   | Число «дублей» | Сезоны                       |
| ---------------------- | -------------- | ---------------------------- |
| Хартс оф Оук           | 5              | 1973, 1979, 1990, 1999, 2000 |
| Асанте Котоко          | 2              | 1959, 2014                   |
| Реал Репабликанс Аккра | 1              | 1962/63                      |

### Гвинея
| Клуб       | Число «дублей» | Сезоны                 |
| ---------- | -------------- | ---------------------- |
| Хоройя     | 4              | 1989, 1994, 2013, 2016 |
| Калум Стар | 2              | 1998, 2007             |

### Гвинея-Бисау
| Клуб                            | Число «дублей» | Сезоны                 |
| ------------------------------- | -------------- | ---------------------- |
| Бенфика Бисау                   | 4              | 1980, 1989, 2010, 2015 |
| Спортинг Бисау                  | 3              | 1986, 1991, 2005       |
| Униан Деспортива Интернасиональ | 1              | 1985                   |

### Джибути
| Клуб                    | Число «дублей» | Сезоны           |
| ----------------------- | -------------- | ---------------- |
| Форс Националь де Полис | 2              | 1996/97, 1997/98 |
| Порт                    | 2              | 2009/10, 2010/11 |
| Аэропорт                | 1              | 1990/91          |
| Джибути Телеком         | 1              | 2015/16          |

### Египет
| Клуб          | Число «дублей» | Сезоны |
| ------------- | -------------- | --- |
| Аль-Ахли Каир | 15             | 1948/49, 1949/50, 1950/51, 1952/53, 1955/56, 1957/58, 1960/61, 1980/81, 1984/85, 1988/89, 1995/96, 2005/06, 2006/07, 2016/17, 2019/20 |
| Замалек       | 3              | 1959/60, 1987/88, 2014/15 |

### Замбия
| Клуб               | Число «дублей» | Сезоны                 |
| ------------------ | -------------- | ---------------------- |
| Нкана              | 4              | 1986, 1989, 1992, 1993 |
| Муфулира Уондерерс | 4              | 1965, 1966, 1976, 1995 |
| Кабве Уорриорз     | 2              | 1972, 1987             |
| Роан Юнайтед       | 1              | 1962                   |
| Пауэр Дайнамоз     | 1              | 1997                   |
| Занако             | 1              | 2002                   |

### Зимбабве
| Клуб            | Число «дублей» | Сезоны                                   |
| --------------- | -------------- | ---------------------------------------- |
| Дайнамоз        | 7              | 1976, 1985, 1986, 1989, 2007, 2011, 2012 |
| Булавайо Роверс | 1              | 1962                                     |
| Зимбабве Сайнтс | 1              | 1977                                     |
| Блэк Ринос      | 1              | 1984                                     |
| Хайлендер       | 1              | 1990                                     |
| КАПС Юнайтед    | 1              | 2004                                     |

### Кабо-Верде
| Клуб          | Число «дублей» | Сезоны |
| ------------- | -------------- | ------ |
| Боавишта Прая | 1              | 2010   |

### Камерун
| Клуб        | Число «дублей» | Сезоны                             |
| ----------- | -------------- | ---------------------------------- |
| Котон Спорт | 6              | 2003, 2004, 2007, 2008, 2011, 2014 |
| Орикс       | 2              | 1977, 1986                         |
| Канон       | 1              | 1963                               |
| Юнион Дуала | 1              | 1969                               |
| Тоннер      | 1              | 1987                               |

### Кения
| Клуб      | Число «дублей» | Сезоны                 |
| --------- | -------------- | ---------------------- |
| Гор Махиа | 4              | 1964, 1976, 1983, 1987 |
| Леопардс  | 1              | 1967                   |

### Коморы
| Клуб       | Число «дублей» | Сезоны |
| ---------- | -------------- | ------ |
| Эпечи Клуб | 1              | 2009   |
| Куэн Нор   | 1              | 2011   |

### ДР Конго
| Клуб             | Число «дублей» | Сезоны                       |
| ---------------- | -------------- | ---------------------------- |
| Вита             | 5              | 1971, 1972, 1973, 1975, 1977 |
| Мотема Пембе     | 4              | 1964, 1674, 1978, 1994       |
| Мазембе          | 4              | 1966, 1967, 1976, 2000       |
| Дрэгонс Киншаса  | 1              | 1965                         |
| Сент-Элуа Лупопо | 1              | 1968                         |
| Биломбе          | 1              | 1992                         |

### Республика Конго
| Клуб              | Число «дублей» | Сезоны           |
| ----------------- | -------------- | ---------------- |
| Леопардс          | 3              | 2013, 2016, 2017 |
| Этуаль Браззавиль | 2              | 2000, 2006       |
| КАРА              | 1              | 1981             |

### Кот-д’Ивуар
| Клуб         | Число «дублей» | Сезоны                                         |
| ------------ | -------------- | ---------------------------------------------- |
| Мимозас      | 8              | 1970, 1972, 1973, 1990, 1995, 1997, 2003, 2005 |
| Африка Спорт | 6              | 1977, 1978, 1982, 1985, 1986, 1989             |

### Лесото
| Клуб           | Число «дублей» | Сезоны     |
| -------------- | -------------- | ---------- |
| Арсенал Масеру | 2              | 1989, 1991 |
| РЛДФ           | 1              | 1990       |
| Матлама        | 1              | 1992       |
| Лиоли          | 1              | 2016       |
| Банту          | 1              | 2017       |

### Либерия
| Клуб                   | Число «дублей» | Сезоны           |
| ---------------------- | -------------- | ---------------- |
| Майти Барол            | 3              | 1974, 1986, 1995 |
| Инвинсибле XI          | 3              | 1987, 1997, 1998 |
| ЛПРК Ойлерс            | 2              | 1999, 2005       |
| НПА Анчорс             | 1              | 1994             |
| Джуниор Профессионал   | 1              | 1996             |
| Блэк Стар              | 1              | 2008             |
| Баррак Янг Контроллерс | 1              | 2013             |
| ЛИШКР                  | 1              | 2017             |

### Ливия
| Клуб                | Число «дублей» | Сезоны           |
| ------------------- | -------------- | ---------------- |
| Аль-Иттихад Триполи | 3              | 2005, 2007, 2009 |
| Аль-Ахли Триполи    | 3              | 1994, 2000, 2016 |

### Маврикий
| Клуб                 | Число «дублей» | Сезоны           |
| -------------------- | -------------- | ---------------- |
| Файер Бригад         | 3              | 1980, 1983, 1994 |
| Санрайз Флак Юнайтед | 3              | 1987, 1992, 1996 |
| Полис Клуб Порт-Луи  | 2              | 1962, 1965       |
| Додо                 | 2              | 1957, 1966       |
| Порт-Луи 2000        | 2              | 2002, 2005       |
| Кьюрпайп Старлайт    | 1              | 2008             |
| Памплемус            | 1              | 2018             |

### Мавритания
| Клуб         | Число «дублей» | Сезоны     |
| ------------ | -------------- | ---------- |
| Тевраг Зейна | 2              | 2012, 2016 |
| Ксар         | 1              | 1993       |

### Мадагаскар
| Клуб          | Число «дублей» | Сезоны     |
| ------------- | -------------- | ---------- |
| КНаПС Спорт   | 2              | 2015, 2016 |
| Динамо Фима   | 1              | 1983       |
| УСДФ Равинала | 1              | 2004       |
| УСКУ Фут      | 1              | 2005       |

### Малави
| Клуб              | Число «дублей» | Сезоны |
| ----------------- | -------------- | ------ |
| Сильвер Страйкерс | 1              | 2014   |

### Мали
| Клуб        | Число «дублей» | Сезоны                                                                                            |
| ----------- | -------------- | ------------------------------------------------------------------------------------------------- |
| Джолиба     | 11             | 1970/71, 1972/73, 1973/74, 1974/75, 1975/76, 1978/79, 1995/96, 1997/98, 2003/04, 2007/08, 2008/09 |
| Стад Мальен | 8              | 1969/70, 1971/72, 1983/84, 1993/94, 2000/01, 2005/06, 2012/13, 2014/15                            |
| Реал Бамако | 3              | 1968/69, 1979/80, 1990/91                                                                         |

### Марокко
| Клуб  | Число «дублей» | Сезоны     |
| ----- | -------------- | ---------- |
| ФАР   | 2              | 1984, 2008 |
| Раджа | 2              | 1996, 2013 |
| Видад | 1              | 1978       |

### Мозамбик
| Клуб                 | Число «дублей» | Сезоны                          |
| -------------------- | -------------- | ------------------------------- |
| Кошта ду Сул         | 5              | 1980, 1992, 1993, 1999/00, 2007 |
| Ферровариу ди Мапуту | 2              | 1989, 2009                      |
| Машакене             | 1              | 1986                            |
| Матчедже             | 1              | 1990                            |
| Дешпортиву ди Мапуту | 1              | 2006                            |

### Намибия
| Клуб          | Число «дублей» | Сезоны     |
| ------------- | -------------- | ---------- |
| Африкэн Старс | 2              | 2010, 2018 |

### Нигер
| Клуб             | Число «дублей» | Сезоны                             |
| ---------------- | -------------- | ---------------------------------- |
| Сахель           | 6              | 1974, 1986, 1987, 1992, 1996, 2004 |
| Ниамей           | 2              | 1980, 1981                         |
| Олимпик Ниамей   | 1              | 1977                               |
| Джангорзо        | 1              | 1983                               |
| Эспо             | 1              | 1984                               |
| Женесс ду Тенере | 1              | 2000                               |
| Полис            | 1              | 2008                               |
| АСФАН            | 1              | 2010                               |

### Нигерия
| Клуб                 | Число «дублей» | Сезоны           |
| -------------------- | -------------- | ---------------- |
| Энугу Рейнджерс      | 3              | 1974, 1975, 1981 |
| Левентис Юнайтед     | 1              | 1986             |
| Хартленд             | 1              | 1988             |
| БСК Лайонз           | 1              | 1994             |
| Шутинг Старз         | 1              | 1995             |
| Долфинс Порт-Харкорт | 1              | 2004             |
| Эньимба              | 1              | 2005             |

### Руанда
| Клуб            | Число «дублей» | Сезоны                             |
| --------------- | -------------- | ---------------------------------- |
| АПР             | 6              | 2006, 2007, 2010, 2011, 2012, 2014 |
| Пантерес Нуарес | 3              | 1980, 1984, 1987                   |
| Район Спорт     | 1              | 1998                               |

### Сан-Томе и Принсипи
| Клуб                 | Число «дублей» | Сезоны           |
| -------------------- | -------------- | ---------------- |
| Витория Ребоки       | 3              | 1986, 1989, 2011 |
| Спортинг Прая Крус   | 3              | 1982, 1994, 2015 |
| УДРА                 | 2              | 2014, 2017       |
| Деспортиво Гуадалупе | 1              | 1981             |
| 6 сентября           | 1              | 1988             |
| Сантана Сан-Томе     | 1              | 1991             |
| Спортинг Принсипи    | 1              | 2012             |

### Сейшельские Острова
| Клуб                   | Число «дублей» | Сезоны                       |
| ---------------------- | -------------- | ---------------------------- |
| Сен-Мишель Юнайтед     | 5              | 1997, 2007, 2008, 2011, 2014 |
| Сент-Луис Санз Юнайтед | 2              | 1988, 2017                   |

### Сенегал
| Клуб        | Число «дублей» | Сезоны                       |
| ----------- | -------------- | ---------------------------- |
| Диараф      | 5              | 1968, 1970, 1975, 1982, 1995 |
| Жанна д’Арк | 1              | 1969                         |
| Дуан        | 1              | 1997                         |
| Пайкайн     | 1              | 2014                         |

### Сомали
В Сомали ни одна команда не выигрывала Чемпионат и Кубок.

### Судан
| Клуб                | Число «дублей» | Сезоны                                                     |
| ------------------- | -------------- | ---------------------------------------------------------- |
| Аль-Меррейх         | 10             | 1970, 1971, 1972, 1974, 1985, 1993, 2001, 2008, 2013, 2015 |
| Аль-Хиляль Омдурман | 4              | 1998, 2004, 2009, 2016                                     |

### Сьерра-Леоне
| Клуб           | Число «дублей» | Сезоны     |
| -------------- | -------------- | ---------- |
| Майти Блэкпул  | 2              | 1988, 2000 |
| Ист Энд Лайонз | 1              | 1980       |

### Танзания
| Клуб               | Число «дублей» | Сезоны  |
| ------------------ | -------------- | ------- |
| Коастал Унион      | 1              | 1988    |
| Симба Дар-эс-Салам | 1              | 1995    |
| Янг Африканс       | 1              | 2015/16 |

### Того
| Клуб               | Число «дублей» | Сезоны |
| ------------------ | -------------- | ------ |
| Этуаль Филант Ломе | 1              | 1961   |
| Семасси            | 1              | 1982   |
| Агаза              | 1              | 1984   |
| Динамик Тоголе     | 1              | 2001   |
| Того-Порт          | 1              | 2017   |

### Тунис
| Клуб             | Число «дублей» | Сезоны                       |
| ---------------- | -------------- | ---------------------------- |
| Эсперанс Тунис   | 5              | 1989, 1991, 1999, 2006, 2011 |
| ЮС Тунизьенн     | 3              | 1929/30, 1930/31, 1932/33    |
| Хаммам-Лиф       | 3              | 1950/51, 1953/54, 1954/55    |
| Клуб Африкэн     | 3              | 1967, 1973, 1992             |
| Сфаксьен         | 2              | 1971, 1995                   |
| Спортинг Клуб    | 1              | 1925/26                      |
| Стад Галл        | 1              | 1926/27                      |
| Италия Тунис     | 1              | 1935/36                      |
| Стад Тунизьен    | 1              | 1962                         |
| Этуаль дю Сахель | 1              | 1963                         |

### Уганда
| Клуб                 | Число «дублей» | Сезоны                             |
| -------------------- | -------------- | ---------------------------------- |
| Вилла                | 6              | 1986, 1988, 1989, 1998, 2000, 2002 |
| Экспресс             | 1              | 1995                               |
| Кампала Сити Коунсил | 1              | 2016/17                            |

### ЦАР
| Клуб         | Число «дублей» | Сезоны |
| ------------ | -------------- | ------ |
| Тампет Мокаф | 1              | 2003   |

### Чад
В Чаде ни одна команда не выигрывала Чемпионат и Кубок.

### Экваториальная Гвинея
В Экваториальной Гвинее ни одна команда не выигрывала Чемпионат и Кубок.

### Эритрея
В Эритрее ни одна команда не выигрывала Чемпионат и Кубок.

### Эсватини
| Клуб             | Число «дублей» | Сезоны     |
| ---------------- | -------------- | ---------- |
| Роял Леопардс    | 2              | 2007, 2014 |
| Мбабане Своллоуз | 1              | 2013       |

### Эфиопия
| Клуб        | Число «дублей» | Сезоны                       |
| ----------- | -------------- | ---------------------------- |
| Мекелакея   | 5              | 1949, 1951, 1954, 1956, 1982 |
| Сент-Джордж | 2              | 1999, 2016                   |
| ЭЭПКО       | 1              | 2001                         |

### ЮАР
| Клуб              | Число «дублей» | Сезоны                                      |
| ----------------- | -------------- | ------------------------------------------- |
| Кайзер Чифс       | 7              | 1976, 1977, 1979, 1981, 1984, 1992, 2012/13 |
| Орландо Пайретс   | 4              | 1973, 1975, 2010/11, 2011/12                |
| Хайлендс Парк     | 3              | 1965, 1966, 1975                            |
| Авалон Атлетик    | 2              | 1962, 1963                                  |
| Лайтбодис Сантос  | 2              | 1988, 1990                                  |
| Эддингтон         | 1              | 1963                                        |
| Гленвиль          | 1              | 1972                                        |
| Аркадия Шепердс   | 1              | 1974                                        |
| Кейптаун Сити     | 1              | 1976                                        |
| Дурбан Сити       | 1              | 1978                                        |
| Батсвуд           | 1              | 1989                                        |
| Кейптаун Спёрс    | 1              | 1995                                        |
| Мамелоди Сандаунз | 1              | 1998                                        |

### Южный Судан
| Клуб      | Число «дублей» | Сезоны |
| --------- | -------------- | ------ |
| Аль-Салам | 1              | 2017   |

## Северная, Центральная Америка и страны Карибского бассейна

### Американские Виргинские острова
Единственное клубное футбольное соревнование на Американских Виргинских островах — Чемпионат Американских Виргинских островов. Кубок не разыгрывается.

### Ангилья
Единственное клубное футбольное соревнование в Ангилье — Чемпионат Ангильи. Кубок не разыгрывается.

### Антигуа и Барбуда
| Клуб  | Число «дублей» | Сезоны           |
| ----- | -------------- | ---------------- |
| Басса | 2              | 2007/08, 2009/10 |
| САП   | 1              | 2008/09          |

### Аруба
| Клуб         | Число «дублей» | Сезоны           |
| ------------ | -------------- | ---------------- |
| Британия     | 2              | 2008/09, 2009/10 |
| Расинг Аруба | 2              | 2011/12, 2015/16 |

### Багамские Острова
| Клуб     | Число «дублей» | Сезоны           |
| -------- | -------------- | ---------------- |
| Бирс     | 2              | 2008/09, 2009/10 |
| Кавальер | 1              | 1999             |

### Барбадос
| Клуб               | Число «дублей» | Сезоны                                   |
| ------------------ | -------------- | ---------------------------------------- |
| Вэймоут Уэльс      | 7              | 1967, 1969, 1970, 1972, 1975, 1984, 2017 |
| Нотр Дам           | 4              | 1997, 2004, 2008, 2010                   |
| Парадайз           | 2              | 1996, 2003                               |
| Спартан            | 1              | 1950                                     |
| Эвертон Барбадос   | 1              | 1960                                     |
| Прайд оф Галл Хилл | 1              | 1993                                     |
| БДФ                | 1              | 2015                                     |

### Белиз
Единственное клубное футбольное соревнование в Белизе — Чемпионат Белиза. Кубок не разыгрывается.

### Бермудские Острова
| Клуб                  | Число «дублей» | Сезоны                             |
| --------------------- | -------------- | ---------------------------------- |
| Норт Вилледж Рэмс     | 4              | 1977/78, 2001/02, 2002/03, 2005/06 |
| Сомерсет              | 3              | 1967/68, 1968/69, 1969/70          |
| Янг Мэнс Социаль Клаб | 2              | 1963/64, 1964/65                   |
| ПХК Зебрас            | 2              | 1970/71, 2007/08                   |
| Данди Таун            | 2              | 2011/12, 2013/14                   |
| Девоншир Кольтс       | 1              | 1972/73                            |
| Васко да Гама         | 1              | 1997/98                            |

### Бонайре
| Клуб        | Число «дублей» | Сезоны |
| ----------- | -------------- | ------ |
| Реал Ринкон | 1              | 2014   |

### Британские Виргинские острова
Единственное клубное футбольное соревнование на Британских Виргинских островах — Чемпионат Британских Виргинских островов. Кубок не разыгрывается.

### Республика Гаити
| Клуб               | Число «дублей» | Сезоны |
| ------------------ | -------------- | ------ |
| Виолет             | 1              | 1939   |
| Расинг Аитьян      | 1              | 1941   |
| Эксельсиор Атлетик | 1              | 1950   |
| Балтимор Сен-Марк  | 1              | 2006   |

### Гайана
| Клуб          | Число «дублей» | Сезоны |
| ------------- | -------------- | ------ |
| Альфа Юнайтед | 1              | 2013   |

### Гваделупа
| Клуб                 | Число «дублей» | Сезоны     |
| -------------------- | -------------- | ---------- |
| Ювентус Сент-Анн     | 2              | 1975, 1976 |
| Солидарити Сколейр   | 2              | 1992, 1993 |
| Мульен               | 2              | 2013, 2014 |
| Зенит Morne-à-l’Eau  | 1              | 1989       |
| Этуаль Morne-à-l’Eau | 1              | 2002       |
| Расинг Бас-Тер       | 1              | 2004       |

### Гватемала
| Клуб           | Число «дублей» | Сезоны     |
| -------------- | -------------- | ---------- |
| Аурора         | 2              | 1968, 1984 |
| Комуникасьонес | 2              | 1972, 1986 |
| Мунисипаль     | 2              | 2003, 2004 |

### Гондурас
| Клуб                 | Число «дублей» | Сезоны |
| -------------------- | -------------- | ------ |
| Олимпия Тегусигальпа | 1              | 2015   |

### Гренада
Единственное клубное футбольное соревнование в Гренаде — Чемпионат Гренады. Кубок не разыгрывается.

### Доминика
| Клуб             | Число «дублей» | Сезоны                                         |
| ---------------- | -------------- | ---------------------------------------------- |
| Харлем Юнайтед   | 8              | 1970, 1973, 1974, 1992, 1994, 1997, 2003, 2004 |
| Кенсборо Юнайтед | 1              | 1977                                           |

### Доминиканская Республика
Единственное клубное футбольное соревнование в Доминиканской Республике — Чемпионат Доминиканской Республики. Кубок не разыгрывается.

### Каймановы острова
| Клуб               | Число «дублей» | Сезоны                             |
| ------------------ | -------------- | ---------------------------------- |
| Сколарс Интернешнл | 4              | 2002/03, 2005/06, 2007/08, 2011/12 |
| Бодден Таун        | 2              | 2012/13, 2016/17                   |
| Джорджтаун         | 1              | 2001/02                            |
| Латинос            | 1              | 2003/04                            |
| Вестерн Юнион      | 1              | 2004/05                            |

### Коста-Рика
В Коста-Рике ни одна команда не выигрывала Чемпионат и Кубок.

### Куба
Единственное клубное футбольное соревнование на Кубе — Чемпионат Кубы. Кубок не разыгрывается.

### Кюрасао
Единственное клубное футбольное соревнование на Кюрасао — Чемпионат Кюрасао. Кубок не разыгрывается.

### Мартиника
| Клуб            | Число «дублей» | Сезоны                                               |
| --------------- | -------------- | ---------------------------------------------------- |
| Клуб Францискан | 6              | 2000/01, 2001/02, 2002/03, 2003/04, 2004/05, 2006/07 |
| Оссе Сен-Пьер   | 3              | 1966, 1967, 1968                                     |
| Голден Стар     | 2              | 1953, 1958                                           |
| Голден Лайон    | 1              | 2015/16                                              |

### Мексика
| Клуб                        | Любительская эра          | Профессиональная эра | Всего |
| --------------------------- | ------------------------- | -------------------- | ----- |
| Реал Эспанья                | 1914/15, 1916/17, 1918/19 | -                    | 3     |
| Реформа                     | 1908/09, 1909/10          | -                    | 2     |
| Астуриас                    | 1922/23, 1938/39          | -                    | 2     |
| Некакса                     | 1932/33                   | 1994/95              | 2     |
| Крус Асуль                  | -                         | 1968/69, 1997        | 2     |
| Гвадалахара                 | -                         | 1969/70, 2017 (А)    | 2     |
| Леон                        | -                         | 1948/49              | 1     |
| Пуэбла                      | -                         | 1989/90              | 1     |
| Монтеррей (футбольный клуб) | -                         | 2019/20              | 1     |

### Монтсеррат
Единственное клубное футбольное соревнование на Монтсеррате — Чемпионат Монтсеррата. Кубок не разыгрывается.

### Никарагуа
| Клуб        | Число «дублей» | Сезоны     |
| ----------- | -------------- | ---------- |
| Дирианген   | 2              | 1996, 1997 |
| Реал Эстели | 1              | 1991       |

### Панама
В Панами ни одна команда не выигрывала Чемпионат и Кубок.

### Пуэрто-Рико
| Клуб       | Число «дублей» | Сезоны |
| ---------- | -------------- | ------ |
| Фрейгкомар | 1              | 2006   |

### Сальвадор
| Клуб        | Число «дублей» | Сезоны |
| ----------- | -------------- | ------ |
| Агила       | 1              | 2000   |
| Санта-Текла | 1              | 2017   |

### Сент-Винсент и Гренадины
Единственное клубное футбольное соревнование на Сент-Винсент и Гренадинах — Чемпионат Сент-Винсент и Гренадин. Кубок не разыгрывается.

### Сент-Китс и Невис
Четыре команды выигрывали Чемпионат Сент-Китса и Кубок Сент-Китса и Невиса.
| Клуб               | Число «дублей» | Сезоны           |
| ------------------ | -------------- | ---------------- |
| Ньютаун Юнайтед    | 2              | 2006/07, 2009/10 |
| Виллидж Суперстарс | 2              | 2002/03, 2010/11 |
| Кайон Рокетс       | 1              | 2001/02          |
| Конари Юнайтед     | 1              | 2012/13          |

Ни одна команда не выигрывала Чемпионат Невиса и Кубок Сент-Китса и Невиса.

### Сент-Люсия
| Клуб               | Число «дублей» | Сезоны     |
| ------------------ | -------------- | ---------- |
| ВСАДК              | 2              | 2001, 2002 |
| Рутс Эллей Боллерс | 1              | 1999       |

### Синт-Мартен
Единственное клубное футбольное соревнование в Синт-Мартене — Чемпионат Синт-Мартена. Кубок не разыгрывается.

### Суринам
| Клуб            | Число «дублей» | Сезоны  |
| --------------- | -------------- | ------- |
| Трансвааль      | 1              | 1995/96 |
| УБК             | 1              | 2008/09 |
| Интер Мунготапу | 1              | 2016/17 |

### США
| Клуб                 | Регулярный чемпионат MLS и Кубок MLS | Регулярный чемпионат MLS и Открытый кубок США | Кубок MLS и Открытый кубок США | Всего |
| -------------------- | ------------------------------------ | --------------------------------------------- | ------------------------------ | ----- |
| Ди Си Юнайтед        | 1997, 1999                           | -                                             | 1996                           | 3     |
| Лос-Анджелес Гэлакси | 2002, 2011                           | -                                             | 2005                           | 3     |
| Чикаго Файр          | -                                    | 2003                                          | 1998                           | 2     |
| Спортинг Канзас-Сити | 2000                                 | -                                             | -                              | 1     |
| Коламбус Крю         | 2008                                 | -                                             | -                              | 1     |
| Сиэтл Саундерс       | -                                    | 2014                                          | -                              | 1     |

### Теркс и Кайкос
Единственное клубное футбольное соревнование в Теркс и Кайкос — Чемпионат Теркса и Кайкоса. Кубок не разыгрывается.

### Тринидад и Тобаго
| Клуб                      | Число «дублей» | Сезоны                       |
| ------------------------- | -------------- | ---------------------------- |
| Дефенс Форс Чагуарамас    | 5              | 1974, 1981, 1985, 1989, 1996 |
| Эвертон Порт-оф-Спейн     | 3              | 1930, 1931, 1932             |
| Мэйпл Клуб                | 2              | 1653, 1963                   |
| Спортс Клуб               | 2              | 1982, 1983                   |
| Юнайтед Петротрин         | 2              | 1986, 1988                   |
| Вэ Конекшн                | 2              | 2000, 2013/14                |
| Казуалс Порт-оф-Спейн     | 1              | 1934                         |
| Кольтс                    | 1              | 1945                         |
| Шемрок                    | 1              | 1959                         |
| Парагон                   | 1              | 1964                         |
| Рэджимент                 | 1              | 1966                         |
| Полиция Тринидад и Тобаго | 1              | 1994                         |
| Джо Паблик                | 1              | 2009                         |

### Французская Гвиана
| Клуб           | Число «дублей» | Сезоны                             |
| -------------- | -------------- | ---------------------------------- |
| Сен-Джорджес   | 4              | 1964/65, 1982/83, 1983/84, 1999/00 |
| Матури         | 3              | 2010/11, 2011/12, 2015/16          |
| Ле Гелдар      | 2              | 2008/09, 2009/10                   |
| Клуб Колониаль | 1              | 1977/78                            |

### Ямайка
| Клуб                | Число «дублей» | Сезоны           |
| ------------------- | -------------- | ---------------- |
| Портмор Юнайтед     | 2              | 2002/03, 2004/05 |
| Тиволи Гарденс      | 2              | 1998/99, 2010/11 |
| Рено Саванна-ла-Мар | 1              | 1994/95          |

## Азия

### Австралия
Две команды выигрывали Чемпионат и Кубок Австралии (1977—1997 годы).
| Клуб           | Число «дублей» | Сезоны  |
| -------------- | -------------- | ------- |
| Аделаида Сити  | 1              | 1991/92 |
| Мельбурн Найтс | 1              | 1994/95 |

Четыре команды выигрывали Регулярный чемпионат и Грандфинал (с 2004 года).
| Клуб             | Число «дублей» | Сезоны                    |
| ---------------- | -------------- | ------------------------- |
| Мельбурн Виктори | 3              | 2006/07, 2008/09, 2014/15 |
| Брисбен Роар     | 2              | 2010/11, 2013/14          |
| Сидней           | 1              | 2009/10                   |
| Аделаида Юнайтед | 1              | 2015/16                   |

### Афганистан
Единственное клубное футбольное соревнование в Афганистане — Чемпионат Афганистана по футболу. Кубок не разыгрывается.

### Бангладеш
| Клуб                 | Число «дублей» | Сезоны           |
| -------------------- | -------------- | ---------------- |
| Абахани Дакка        | 3              | 2000, 2010, 2016 |
| Мохаммедан Дакка     | 1              | 2002             |
| Муктиджоддха Сангсад | 1              | 2003             |
| Шейх Джамал          | 1              | 2015             |

### Бахрейн
| Клуб            | Число «дублей» | Сезоны |
| --------------- | -------------- | --- |
| Аль-Мухаррак    | 15             | 1957/58, 1960/61, 1961/62, 1962/63, 1963/64, 1965/66, 1966/67, 1973/74, 1982/83, 1983/84, 1994/95, 2002, 2007/08, 2008/09, 2010/11 |
| Аль-Ахли Манама | 1              | 1976/77 |
| Риффа           | 1              | 1997/98 |

### Бруней
| Клуб        | Число «дублей» | Сезоны     |
| ----------- | -------------- | ---------- |
| Бруней АБДБ | 2              | 2015, 2016 |
| Бруней ДПММ | 1              | 2004       |

### Бутан
Единственное клубное футбольное соревнование в Бутане — Дивизион А. Кубок не разыгрывается.

### Восточный Тимор
Единственное клубное футбольное соревнование в Восточном Тиморе — Чемпионат Восточного Тимора по футболу. Кубок не разыгрывается.

### Вьетнам
| Клуб           | Число «дублей» | Сезоны |
| -------------- | -------------- | ------ |
| Донгтам Лонган | 1              | 2005   |
| Дананг         | 1              | 2009   |
| Биньзыонг      | 1              | 2015   |
| Ханой          | 1              | 2019   |

### Гонконг
| Клуб                 | Число «дублей» | Сезоны |
| -------------------- | -------------- | --- |
| Саут Чайна           | 22             | 1930/31, 1932/33, 1934/35, 1935/36, 1937/38, 1938/39, 1940/41, 1948/49, 1954/55, 1956/57, 1957/58, 1958/59, 1960/61, 1961/62, 1971/72, 1985/86, 1987/88, 1990/91, 1996/97, 1999/00, 2006/07, 2009/10 |
| Сейко                | 5              | 1972/73, 1978/79, 1979/80, 1980/81, 1984/85 |
| Истерн               | 4              | 1955/56, 1992/93, 1993/94, 2015/16 |
| Китчи                | 3              | 1949/50, 1963/64, 2016/17 |
| Саут Уэльс Бордерерз | 2              | 1931/32, 1933/34 |
| Коулун               | 1              | 1925/26 |
| Синг Тао             | 1              | 1946/47 |
| Гонконг Рейнджерс    | 1              | 1970/71 |
| Сан Хей              | 1              | 2004/05 |

### Гуам
| Клуб                 | Число «дублей» | Сезоны     |
| -------------------- | -------------- | ---------- |
| Куолити Дистрибуторс | 2              | 2008, 2009 |
| Роверс               | 2              | 2014, 2016 |

### Индия
| Клуб             | Число «дублей» | Сезоны |
| ---------------- | -------------- | ------ |
| Салгаокар        | 1              | 1999   |
| Мохун Баган      | 1              | 2000   |
| Черчилль Бразерс | 1              | 2009   |

### Индонезия
| Клуб      | Число «дублей» | Сезоны  |
| --------- | -------------- | ------- |
| Шривиджая | 1              | 2007/08 |

### Иордания
| Клуб              | Число «дублей» | Сезоны                                                                          |
| ----------------- | -------------- | ------------------------------------------------------------------------------- |
| Аль-Фейсали Амман | 11             | 1983, 1989, 1992, 1993, 1999, 2001, 2002/03, 2003/04, 2011/12, 2016/17, 2018/19 |
| Аль-Вихдат        | 5              | 1996, 1997, 2008/09, 2010/11, 2013/14                                           |
| Шабаб Аль-Ордон   | 1              | 2005/06                                                                         |

### Ирак
| Клуб                | Число «дублей» | Сезоны                                                                 |
| ------------------- | -------------- | ---------------------------------------------------------------------- |
| Аль-Завраа          | 8              | 1975/76, 1978/79, 1990/91, 1993/94, 1994/95, 1995/96, 1998/99, 1999/00 |
| Аль-Кува Аль-Джавия | 3              | 1973/74, 1991/92, 1996/97                                              |
| Аль-Карх            | 2              | 1986/87, 1987/88                                                       |
| Аль-Талаба          | 1              | 2001/02                                                                |

### Иран
| Клуб       | Число «дублей» | Сезоны           |
| ---------- | -------------- | ---------------- |
| Персеполис | 2              | 1998/99, 2018/19 |
| Сайпа      | 1              | 1993/94          |

### Йемен
| Клуб                  | Число «дублей» | Сезоны                 |
| --------------------- | -------------- | ---------------------- |
| Аль-Ахли Сана         | 3              | 1982/83, 1983/84, 2001 |
| Шааб Ибб              | 1              | 2002/03                |
| Аль-Хиляль Аль-Сахили | 1              | 2008                   |
| Ас-Сакр               | 1              | 2014                   |

### Камбоджа
| Клуб           | Число «дублей» | Сезоны |
| -------------- | -------------- | ------ |
| Пномпень Краун | 1              | 2008   |

### Катар
| Клуб           | Число «дублей» | Сезоны                    |
| -------------- | -------------- | ------------------------- |
| Аль-Садд       | 3              | 1987/88, 1999/00, 2006/07 |
| Аль-Гарафа     | 3              | 1997/98, 2001/02, 2008/09 |
| Аль-Араби Доха | 2              | 1982/83, 1992/93          |

### Китай
| Клуб               | Число «дублей» | Сезоны           |
| ------------------ | -------------- | ---------------- |
| Далянь Шидэ        | 3              | 2001, 2005, 2021 |
| Шаньдун Лунэн      | 2              | 1999, 2006       |
| Гуанчжоу Эвергранд | 2              | 2012, 2016       |

### Китайский Тайбэй
| Клуб                  | Число «дублей» | Сезоны     |
| --------------------- | -------------- | ---------- |
| Тайвань Пауэр Компани | 2              | 1997, 2002 |
| Датун                 | 1              | 2005       |

### Северная Корея
| Клуб      | Число «дублей» | Сезоны           |
| --------- | -------------- | ---------------- |
| 25 апреля | 3              | 2011, 2013, 2015 |
| Римёнсу   | 1              | 2004             |
| Амноккан  | 1              | 2008             |

### Южная Корея
| Клуб                | Число «дублей» | Сезоны |
| ------------------- | -------------- | ------ |
| ККГНП               | 1              | 1965   |
| Сеул Сити           | 1              | 1980   |
| Пхохан Стилерс      | 1              | 2013   |
| Чонбук Хёндэ Моторс | 1              | 2020   |

### Кувейт
| Клуб       | Число «дублей» | Сезоны                          |
| ---------- | -------------- | ------------------------------- |
| Аль-Араби  | 5              | 1962, 1963, 1964, 1966, 1983    |
| Кейдсия    | 5              | 1975, 2003, 2004, 2010, 2011/12 |
| Аль-Кувейт | 4              | 1977, 2016/17, 2017/18, 2018/19 |

### Кыргызстан
| Клуб   | Число «дублей» | Сезоны                                   |
| ------ | -------------- | ---------------------------------------- |
| Дордой | 7              | 2004, 2005, 2006, 2008, 2012, 2014, 2018 |
| Алга   | 5              | 1992, 1993, 2000, 2001, 2002             |
| Алай   | 1              | 2013                                     |

### Лаос
| Клуб | Число «дублей» | Сезоны |
| ---- | -------------- | ------ |
| Йота | 1              | 2003   |
| Банк | 1              | 2010   |

### Ливан
| Клуб              | Число «дублей» | Сезоны                                                                                            |
| ----------------- | -------------- | ------------------------------------------------------------------------------------------------- |
| Аль-Ансар Бейрут  | 11             | 1987/88, 1989/90, 1990/91, 1991/92, 1993/94, 1994/95, 1995/96, 1998/99, 2005/06, 2006/07, 2020/21 |
| Аль-Ахед          | 3              | 2010/11, 2017/18, 2018/19                                                                         |
| Аль-Нахда         | 1              | 1946/47                                                                                           |
| Гоменетмен Бейрут | 1              | 1947/48                                                                                           |
| Триполи           | 1              | 2002/03                                                                                           |
| Аль-Сафа          | 1              | 2012/13                                                                                           |

### Макао
| Клуб          | Число «дублей» | Сезоны     |
| ------------- | -------------- | ---------- |
| Бенфика Макао | 2              | 2014, 2017 |

### Малайзия
| Клуб            | Число «дублей» | Сезоны           |
| --------------- | -------------- | ---------------- |
| Кедах           | 3              | 1993, 2007, 2008 |
| Джохор          | 3              | 2016, 2017, 2019 |
| Селангор        | 2              | 1984, 2009       |
| Куала-Лумпур    | 1              | 1988             |
| Джохор ФА       | 1              | 1991             |
| Паханг          | 1              | 1992             |
| Сингапур Лайонз | 1              | 1994             |
| Келантан        | 1              | 2012             |

### Мальдивы
| Клуб          | Число «дублей» | Сезоны                       |
| ------------- | -------------- | ---------------------------- |
| Нью Радиант   | 5              | 1991, 1997, 2006, 2013, 2017 |
| Валенсия Мале | 2              | 1999, 2004                   |
| Виктори Мале  | 1              | 2000                         |
| ВБ            | 1              | 2011                         |

### Монголия
| Клуб  | Число «дублей» | Сезоны                       |
| ----- | -------------- | ---------------------------- |
| Эрчим | 5              | 1996, 1998, 2000, 2012, 2015 |

### Мьянма
| Клуб          | Число «дублей» | Сезоны |
| ------------- | -------------- | ------ |
| Янгон Юнайтед | 1              | 2011   |
| Шан Юнайтед   | 1              | 2017   |

### ОАЭ
| Клуб                 | Число «дублей» | Сезоны  |
| -------------------- | -------------- | ------- |
| Аль-Ахли Дубай       | 1              | 1974/75 |
| Аль-Наср Дубай       | 1              | 1985/86 |
| Аль-Шабаб Дубай      | 1              | 1989/90 |
| Аль-Васл             | 1              | 2006/07 |
| Аль-Джазира Абу-Даби | 1              | 2010/11 |
| Аль-Айн              | 1              | 2017/18 |

### Оман
| Клуб          | Число «дублей» | Сезоны                                      |
| ------------- | -------------- | ------------------------------------------- |
| Фанджа        | 5              | 1976/77, 1978/79, 1985/86, 1986/87, 1987/88 |
| Аль-Оруба Сур | 1              | 2001/02                                     |
| Дофар         | 1              | 2004/05                                     |
| Аль-Сувэйк    | 1              | 2012/13                                     |

### Пакистан
| Клуб | Число «дублей» | Сезоны     |
| ---- | -------------- | ---------- |
| КРЛ  | 2              | 2010, 2012 |
| ЦТМ  | 1              | 1987       |
| АБЛ  | 1              | 1999       |

### Саудовская Аравия
| Клуб               | Число «дублей» | Сезоны                             |
| ------------------ | -------------- | ---------------------------------- |
| Аль-Хиляль Эр-Рияд | 4              | 2004/05, 2007/08, 2009/10, 2010/11 |
| Аль-Наср Эр-Рияд   | 3              | 1975/76, 1980/81, 2013/14          |
| Аль-Иттихад Джидда | 2              | 1996/97, 2000/01                   |
| Аль-Ахли Джидда    | 1              | 1977/78                            |
| Аль-Шабаб Эр-Рияд  | 1              | 1992/93                            |

### Северные Марианские острова
| Клуб            | Число «дублей» | Сезоны     |
| --------------- | -------------- | ---------- |
| Интер Годфатерс | 2              | 2008, 2009 |

### Сингапур
| Клуб                       | Число «дублей» | Сезоны     |
| -------------------------- | -------------- | ---------- |
| Уорриорс                   | 2              | 2007, 2008 |
| Альбирекс Ниигата Сингапур | 2              | 2016, 2017 |
| Хоум Юнайтед               | 1              | 2003       |
| Тампинс Роверс             | 1              | 2004       |

### Сирия
| Клуб               | Число «дублей» | Сезоны                                      |
| ------------------ | -------------- | ------------------------------------------- |
| Аль-Карама         | 5              | 1982/83, 1995/96, 2006/07, 2007/08, 2008/09 |
| Аль-Джаиш Дамаск   | 3              | 1985/86, 1997/98, 2001/02                   |
| Аль-Фотува         | 2              | 1989/90, 1990/91                            |
| Аль-Шорта Дамаск   | 1              | 1979/80                                     |
| Хуррия             | 1              | 1991/92                                     |
| Аль-Иттихад Алеппо | 1              | 2004/05                                     |

### Таджикистан
| Клуб          | Число «дублей» | Сезоны                             |
| ------------- | -------------- | ---------------------------------- |
| Истиклол      | 6              | 2010, 2014, 2015, 2016, 2018, 2019 |
| Регар-ТадАЗ   | 2              | 2001, 2006                         |
| Памир Душанбе | 1              | 1992                               |
| Ситора        | 1              | 1993                               |
| Вахш          | 1              | 1997                               |
| Варзоб        | 1              | 1999                               |

### Таиланд
| Клуб            | Число «дублей» | Сезоны           |
| --------------- | -------------- | ---------------- |
| Бурирам Юнайтед | 3              | 2011, 2013, 2015 |
| Бангкок Банк    | 1              | 1981             |

### Туркменистан
| Клуб       | Число «дублей» | Сезоны           |
| ---------- | -------------- | ---------------- |
| Копетдаг   | 3              | 1993, 1994, 2000 |
| Балкан     | 3              | 2004, 2010, 2012 |
| Алтын Асыр | 3              | 2015, 2016, 2019 |
| МТТУ       | 1              | 2006             |

### Узбекистан
| Клуб              | Число «дублей» | Сезоны                                   |
| ----------------- | -------------- | ---------------------------------------- |
| Пахтакор          | 7              | 2002, 2003, 2004, 2005, 2006, 2007, 2019 |
| Бунёдкор          | 3              | 2008, 2010, 2013                         |
| Локомотив Ташкент | 2              | 2016, 2017                               |
| Нефтчи Фергана    | 1              | 1994                                     |
| Дустлик           | 1              | 2000                                     |

### Шри-Ланка
| Клуб     | Число «дублей» | Сезоны                             |
| -------- | -------------- | ---------------------------------- |
| Саундерс | 5              | 1985, 1992, 1997, 1998/99, 2000/01 |
| Ринаун   | 2              | 1990, 1994                         |
| Ратман   | 1              | 1999/00                            |

### Япония
В Японии, «Урава Ред Даймондс» выигрывал чемпионат Японии и Кубок Императора (Кубок Японии) в 2006 году, в 2007 году те же трофеи завоевала «Касима Антлерс».

## Океания

### Американское Самоа
| Клуб      | Число «дублей» | Сезоны |
| --------- | -------------- | ------ |
| СКБЧ      | 1              | 2013   |
| Утулей Ют | 1              | 2014   |

### Новая Зеландия
Пять команд выигрывали Чемпионат и Кубок Новой Зеландии (1970—2003 годы).
| Клуб                        | Число «дублей» | Сезоны     |
| --------------------------- | -------------- | ---------- |
| Юниверсити-Маунт Веллингтон | 2              | 1980, 1982 |
| Крайстчерч Юнайтед          | 2              | 1975, 1991 |
| Уаитакере Сити              | 2              | 1995, 1996 |
| Нейпир Сити Роверс          | 2              | 1993, 2000 |
| Бей Олимпик                 | 1              | 1970       |

Две команды выигрывали Регулярный чемпионат и Грандфинал (с 2004 года).
| Клуб              | Число «дублей» | Сезоны                                      |
| ----------------- | -------------- | ------------------------------------------- |
| Окленд Сити       | 5              | 2004/05, 2005/06, 2013/14, 2014/15, 2017/18 |
| Уайтакере Юнайтед | 3              | 2007/08, 2010/11, 2012/13                   |

### Новая Каледония
| Клуб         | Число «дублей» | Сезоны                                      |
| ------------ | -------------- | ------------------------------------------- |
| Мажента      | 6              | 2002/03, 2003/04, 2004/05, 2014, 2016, 2018 |
| Индепенденте | 1              | 1954                                        |
| ПЛГК         | 1              | 1958                                        |
| Бако         | 1              | 1995                                        |
| Мон-Дор      | 1              | 2005/06                                     |
| Ианген       | 1              | 2019                                        |

### Острова Кука
| Клуб              | Число «дублей» | Сезоны              |
| ----------------- | -------------- | ------------------- |
| Титикавека        | 3              | 1950, 1979, 1984    |
| Аватиу            | 3              | 1994, 1996, 1997    |
| Тупапа Мараэренга | 3              | 1998/99, 2001, 2015 |
| Никао Сокаттак    | 2              | 2005, 2008          |
| Пуэикура          | 1              | 1985                |

### Палау
Единственное клубное футбольное соревнование в Палау — Чемпионат Палау по футболу. Кубок не разыгрывается.

### Папуа — Новая Гвинея
Единственное клубное футбольное соревнование в Папуа — Новой Гвинее — Чемпионат Папуа — Новой Гвинеи по футболу. Кубок не разыгрывается.

### Самоа
| Клуб           | Число «дублей» | Сезоны  |
| -------------- | -------------- | ------- |
| Лупэ оле Соага | 1              | 2012/13 |
| Киви           | 1              | 2013/14 |

### Соломоновы Острова
Единственное клубное футбольное соревнование на Соломоновых Островах — Чемпионат Соломоновых Островов по футболу. Кубок не разыгрывается.

### Таити
| Клуб            | Число «дублей» | Сезоны                                                           |
| --------------- | -------------- | ---------------------------------------------------------------- |
| Централ Спорт   | 11             | 1962, 1966, 1967, 1972, 1973, 1975, 1976, 1977, 1979, 1981, 1983 |
| Венус           | 4              | 1990, 1992, 1998, 1999                                           |
| Фей Пи          | 2              | 1948, 1949                                                       |
| Тефана          | 2              | 2010, 2011                                                       |
| Эксельсиор      | 1              | 1960                                                             |
| Тамарии Пунаруу | 1              | 1969                                                             |
| Женес Таитянс   | 1              | 1987                                                             |
| Пира            | 1              | 1994                                                             |
| Ману-Ура        | 1              | 2009                                                             |

### Тонга
| Клуб    | Число «дублей» | Сезоны           |
| ------- | -------------- | ---------------- |
| Нгелеиа | 3              | 1982, 1983, 1985 |

### Фиджи
| Клуб    | Число «дублей» | Сезоны                 |
| ------- | -------------- | ---------------------- |
| Ба      | 4              | 2004, 2005, 2006, 2010 |
| Надрога | 1              | 1993                   |

## Другие страны

### Гренландия
Единственное клубное футбольное соревнование в Гренландии — Чемпионат Гренландии по футболу. Кубок не разыгрывается.

### Занзибар
| Клуб     | Число «дублей» | Сезоны |
| -------- | -------------- | ------ |
| Миембени | 1              | 1987   |

### Кирибати
Единственное клубное футбольное соревнование в Кирибати — Чемпионат Кирибати по футболу. Кубок не разыгрывается.

### Реюньон
| Клуб          | Число «дублей» | Сезоны                             |
| ------------- | -------------- | ---------------------------------- |
| Сен-Луисьен   | 6              | 1964, 1968, 1969, 1970, 1998, 2002 |
| Сен-Пирьес    | 4              | 1959, 1971, 1989, 1994             |
| Стад Тампонез | 3              | 1991, 2003, 2009                   |
| Сен-Паулюс    | 1              | 2011                               |

### Турецкая Республика Северного Кипра
| Клуб             | Число «дублей» | Сезоны                    |
| ---------------- | -------------- | ------------------------- |
| Четинкая Тюрк    | 3              | 1957/58, 1959/60, 1969/70 |
| Магуса Тюрк      | 3              | 1976/77, 1978/79, 1982/83 |
| Гёнели           | 3              | 1994/95, 2007/08, 2008/09 |
| Йениками Агделен | 3              | 1972/73, 1973/74, 2014/15 |
| Кучук Тюрк       | 1              | 1985/86                   |

## Кубковый «золотой дубль»
Кубковым «золотым дублем» принято считать когда команда выигрывает два кубка в стране, например кубок Англии и кубок Футбольной Лиги в Англии. Примерами кубковых «золотых дублей» являются:
- «Арсенал» в 1993 году. «Арсенал» победил «Шеффилд Уэнсдей» в обоих кубках с одинаковым счётом 2:1.
- «Ливерпуль» в 2001 году. Клуб выиграл два кубка в Англии и кубок УЕФА.
- «Челси» в 2007 году. Клуб выиграл два кубка в Англии.
- «Манчестер Сити» в 2019 году. Клуб выиграл два кубка в Англии и также выиграл в том же году Чемпионат и Суперкубок Англии.
- «Пари Сен-Жермен» в 2020 году. Клуб выиграл два кубка в Франции и также выиграл в том же году Чемпионат и Суперкубок Франции.

## Европейский «золотой дубль»
Европейский «золотой дубль» представляет собой победу в главном клубном турнире Европы, Лиге чемпионов УЕФА, и победу во внутреннем первенстве в одном сезоне. Европейского «золотого дубля» достигали 33 раза 17 европейских клубов. Наибольшее количество европейских «золотых дублей» принадлежит двум испанским клубам «Барселона» и «Реал Мадрид».
- Реал Мадрид 1957, 1958, 2017, 2022, 2024
- Бенфика 1961
- Селтик 1967 (в рамках «золотого покера»)
- Интер 1965, 2010 (в рамках «золотого хет-трика»)
- Бавария Мюнхен 1974, 2001, 2013 (в рамках «золотого хет-трика»), 2020 (второй «золотой хет-трик»)
- Ливерпуль 1977, 1984
- Аякс в 1972 (в рамках «золотого хет-трика»), 1973, 1995
- Гамбург 1983
- Стяуа 1986
- ПСВ 1988 (в рамках «золотого хет-трика»)
- Црвена Звезда 1991
- Барселона 1992, 2006, 2009 (в рамках «золотого хет-трика»), 2011, 2015 (второй «золотой хет-трик»)
- Милан 1994
- Манчестер Юнайтед 1999 (в рамках «золотого хет-трика»), 2008
- Порту 2004
- Манчестер Сити 2023 (в рамках «золотого хет-трика»)[15]
- Пари-Сен-Жермен 2025 (в рамках «золотого хет-трика»)[16]

## Континентальный «золотой дубль»
Континентальный «золотой дубль» представляет собой победу во внутреннем первенстве (преимущественно это относится к южноамериканским клубам) и кубке Либертадорес или другом турнире, проходящем под эгидой КОНМЕБОЛ.

## Другие
Сочетание победы как во внутреннем первенстве (чемпионат или кубок страны) и европейского трофея меньшей значимости (Кубок УЕФА) также можно считать «золотым дублем», если титулы и кубки были завоёваны в одном сезоне или одном календарном году (последнее относится к достижениям клубов стран, где розыгрыш внутреннего чемпионата проводится по схеме «весна-осень», отличной от схемы европейских турниров «осень-весна»). Примеры:
- «Ливерпуль» выиграл чемпионат Англии и Кубок УЕФА в 1976 году, годом спустя в 1977 году клуб сделал европейский «золотой дубль».
- «Эвертон» сделал европейский «золотой дубль» выиграв чемпионат Англии и кубок обладателей кубков УЕФА в 1985 год, но проиграл кубок Англии, спустя всего три дня после победы в еврокубковом матче.
- Шотландский «Абердин» сделал европейский «золотой дубль» в сезоне 1982/1983, команда победила в кубке обладателей Кубков УЕФА, в финале обыграв «Реал» из Мадрида со счётом 2:1, а спустя 10 дней «Абердин» завоевал кубок Шотландии победив в финале «Рейнджерс» со счётом 1:0, клуб также стал обладателем Суперкубка Европы в конце 1983 года, но это уже был другой сезон.
- Киевское «Динамо» в 1986 году выиграло Кубок обладателей кубков и чемпионат СССР, что можно считать европейским «золотым дублем» (розыгрыш еврокубка начался в 1985 году, в то время как в чемпионат прошёл в течение календарного года).
- Российский «ЦСКА» в 2005 году выиграл кубок УЕФА (18 мая) и кубок России (29 мая), а в декабре «ЦСКА» победил в чемпионате России. Таким образом, можно считать, что в 2005 году армейцы сделали золотой «хет-трик», так как хотя трофеи были завоёваны в разных сезонах, но в одном календарном году.

## Интернациональный «золотой дубль»
Сборная любой страны не может сделать «золотой дубль» за один год, поскольку турниры, в которых принимают участие сборные, проходят в разные года. На уровне сборных команд «золотым дублем» называют выигрыш сборной Чемпионата Европы и Чемпионат Мира, промежуток между этими турнирами составляет два года. Для южно- и североамериканских сборных, таких как Бразилия, Аргентины, Парагвай, Мексика или США, «золотым дублем» считается, если сборная стала чемпионом Мира и обладателем кубка Америки.
Сборные, сделавшие «золотой дубль»:
- Сборная Уругвая выиграла Олимпийские игры 1924 и Кубок Америки 1924 (до первого чемпионата мира олимпийские чемпионы считались чемпионами мира)
- Сборная Германии выиграла Чемпионат Европы 1972 и Чемпионат мира 1974
- Сборная Франции выиграла Чемпионат мира 1998 и Чемпионат Европы 2000
- Сборная Бразилии выиграла Чемпионат мира 2002 и Кубок Америки 2004
- Сборная Испании выиграла Чемпионат Европы 2008 и Чемпионат мира 2010
- Сборная Испании выиграла Чемпионат мира 2010 и Чемпионат Европы 2012
- Сборная Аргентины выиграла Чемпионат мира 2022 и Кубок Америки 2024

## Лидеры по количеству «золотых дублей»
| Клуб                     | Страна                               | Число «дублей» | Последний «дубль» (сезон) |
| ------------------------ | ------------------------------------ | -------------- | ------------------------- |
| Линфилд                  | Северная Ирландия                    | 25             | 2020/21                   |
| Саут Чайна               | Гонконг                              | 22             | 2009/10                   |
| Селтик                   | Шотландия                            | 19             | 2019/20                   |
| Рейнджерс                | Шотландия                            | 18             | 2008/09                   |
| Олимпиакос               | Греция                               | 18             | 2019/20                   |
| Линкольн                 | Гибралтар                            | 17             | 2021/22                   |
| Аль-Мухаррак             | Бахрейн                              | 15             | 2010/11                   |
| Аль-Ахли Каир            | Египет                               | 15             | 2019/20                   |
| Левски София             | Болгария                             | 13             | 2006/07                   |
| Бавария Мюнхен           | Германия                             | 13             | 2019/20                   |
| ХБ                       | Фарерские острова                    | 13             | 2020                      |
| Динамо Киев              | СССР Украина                         | 13             | 2020/21                   |
| Динамо Загреб            | Хорватия                             | 12             | 2020/21                   |
| Централ Спорт            | Таити                                | 11             | 1983                      |
| ЦСКА София               | Болгария                             | 11             | 1996/97                   |
| Джолиба                  | Мали                                 | 11             | 2008/09                   |
| Бенфика                  | Португалия                           | 11             | 2016/17                   |
| Аль-Фейсали Амман        | Иордания                             | 11             | 2018/19                   |
| Аль-Ансар Бейрут         | Ливан                                | 11             | 2020/21                   |
| Црвена Звезда            | Югославия Сербия и Черногория Сербия | 11             | 2020/21                   |
| Аустрия Вена             | Австрия                              | 10             | 2005/06                   |
| Аль-Меррейх              | Судан                                | 10             | 2015                      |
| Динамо Тбилиси           | Грузия                               | 10             | 2015/16                   |
| Русенборг                | Норвегия                             | 10             | 2018                      |
| Стяуа                    | Румыния                              | 9              | 2014/15                   |
| Аякс                     | Нидерланды                           | 9              | 2020/21                   |
| Порту                    | Португалия                           | 9              | 2021/22                   |
| Ред Булл Зальцбург       | Австрия                              | 9              | 2021/22                   |
| Грассхоппер              | Швейцария                            | 8              | 1989/90                   |
| Женесс Эш                | Люксембург                           | 8              | 1998/99                   |
| Аль-Завраа               | Ирак                                 | 8              | 1999/00                   |
| Харлем Юнайтед           | Доминика                             | 8              | 2004                      |
| Мимозас                  | Кот-д’Ивуар                          | 8              | 2005                      |
| Этуаль Филант Уагадугу   | Буркина-Фасо                         | 8              | 2008                      |
| Панатинаикос             | Греция                               | 8              | 2009/10                   |
| Маккаби Тель-Авив        | Израиль                              | 8              | 2014/15                   |
| Стад Мальен              | Мали                                 | 8              | 2014/15                   |
| Барселона                | Испания                              | 8              | 2017/18                   |
| Шахтёр Донецк            | Украина                              | 8              | 2018/19                   |
| Дюделанж                 | Люксембург                           | 8              | 2018/19                   |
| Ференцварош              | Венгрия                              | 8              | 2021/22                   |
| Шериф Тирасполь          | Молдавия                             | 8              | 2021/22                   |
| Мальмё                   | Швеция                               | 7              | 1986                      |
| Партизани Тирана         | Албания                              | 7              | 1993                      |
| Сконто                   | Латвия                               | 7              | 2002                      |
| Дайнамоз                 | Зимбабве                             | 7              | 2012                      |
| Кайзер Чифс              | ЮАР                                  | 7              | 2012/13                   |
| Спарта Прага             | Чехословакия Чехия                   | 7              | 2013/14                   |
| Вэймоут Уэльс            | Барбадос                             | 7              | 2017                      |
| Валлетта                 | Мальта                               | 7              | 2017/18                   |
| Легия Варшава            | Польша                               | 7              | 2017/18                   |
| Дордой                   | Кыргызстан                           | 7              | 2018                      |
| Галатасарай              | Турция                               | 7              | 2018/19                   |
| Пахтакор                 | Узбекистан                           | 7              | 2019                      |
| Слован Братислава        | Чехословакия Словакия                | 7              | 2019/20                   |
| Нью-Сейнтс               | Уэльс                                | 7              | 2021/22                   |
| Пари Сен-Жермен          | Франция                              | 6              | 2024/25                   |
| Рапид Вена               | Австрия                              | 6              | 1986/87                   |
| Шемрок Роверс            | Ирландия                             | 6              | 1986/87                   |
| Африка Спорт             | Кот-д’Ивуар                          | 6              | 1989                      |
| Динамо Тирана            | Албания                              | 6              | 1990                      |
| Спартак Москва           | СССР Россия                          | 6              | 1998                      |
| Спортинг Лиссабон        | Португалия                           | 6              | 2001/02                   |
| Сен-Луисьен              | Реюньон                              | 6              | 2002                      |
| Вилла                    | Уганда                               | 6              | 2002                      |
| Динамо Бухарест          | Румыния                              | 6              | 2003/04                   |
| Сахель                   | Нигер                                | 6              | 2004                      |
| Клуб Францискан          | Мартиника                            | 6              | 2006/07                   |
| ЦСКА Москва              | СССР Россия                          | 6              | 2012/13                   |
| АПР                      | Руанда                               | 6              | 2014                      |
| Котон Спорт              | Камерун                              | 6              | 2014                      |
| АПОЭЛ                    | Кипр                                 | 6              | 2014/15                   |
| Партизан Белград         | Югославия Сербия                     | 6              | 2016/17                   |
| Базель                   | Швейцария                            | 6              | 2016/17                   |
| Ювентус                  | Италия                               | 6              | 2017/18                   |
| Мажента                  | Новая Каледония                      | 6              | 2018                      |
| Истиклол                 | Таджикистан                          | 6              | 2019                      |
| ХИК                      | Финляндия                            | 6              | 2020                      |
| Левадия                  | Эстония                              | 6              | 2021                      |
| Жальгирис                | Литва                                | 6              | 2021                      |
| Насьональ Монтевидео     | Уругвай                              | 5              | 1923                      |
| Адмира Ваккер            | Австрия                              | 5              | 1965/66                   |
| Вита                     | ДР Конго                             | 5              | 1977                      |
| Мекелакея                | Эфиопия                              | 5              | 1982                      |
| Омония Никосия           | Кипр                                 | 5              | 1982/83                   |
| Аль-Араби                | Кувейт                               | 5              | 1983                      |
| Атлетик Бильбао          | Испания                              | 5              | 1983/84                   |
| Сейко                    | Гонконг                              | 5              | 1984/85                   |
| Фанджа                   | Оман                                 | 5              | 1987/88                   |
| Флориана                 | Мальта                               | 5              | 1992/93                   |
| Диараф                   | Сенегал                              | 5              | 1995                      |
| Дефенс Форс Чагуарамас   | Тринидад и Тобаго                    | 5              | 1996                      |
| Хартс оф Оук             | Гана                                 | 5              | 2000                      |
| Петру Атлетику ди Луанда | Ангола                               | 5              | 2000                      |
| Саундерс                 | Шри-Ланка                            | 5              | 2000/01                   |
| Алга                     | Кыргызстан                           | 5              | 2002                      |
| Слима Уондерерс          | Мальта                               | 5              | 2003/04                   |
| Кошта ду Сул             | Мозамбик                             | 5              | 2007                      |
| Уоллидан                 | Гамбия                               | 5              | 2008                      |
| Аль-Карама               | Сирия                                | 5              | 2008/09                   |
| Эсперанс Тунис           | Тунис                                | 5              | 2011                      |
| Кейдсия                  | Кувейт                               | 5              | 2011/12                   |
| Аль-Вихдат               | Иордания                             | 5              | 2013/14                   |
| Сен-Мишель Юнайтед       | Сейшельские Острова                  | 5              | 2014                      |
| Пюник                    | Армения                              | 5              | 2014/15                   |
| Витал’О                  | Бурунди                              | 5              | 2014/15                   |
| Эрчим                    | Монголия                             | 5              | 2015                      |
| Нью Радиант              | Мальдивы                             | 5              | 2017                      |
| Окленд Сити              | Новая Зеландия                       | 5              | 2017/18                   |
| Кардифф Сити             | Уэльс                                | 4              | 1969/70                   |
| Сент-Этьен               | Франция                              | 4              | 1974/75                   |
| Гор Махиа                | Кения                                | 4              | 1987                      |
| Реал Мадрид              | Испания                              | 4              | 1988/89                   |
| Нкана                    | Замбия                               | 4              | 1993                      |
| Сен-Пирьес               | Реюньон                              | 4              | 1994                      |
| Мотема Пембе             | ДР Конго                             | 4              | 1994                      |
| Муфулира Уондерерс       | Замбия                               | 4              | 1995                      |
| Акранес                  | Исландия                             | 4              | 1996                      |
| Коло-Коло                | Чили                                 | 4              | 1996                      |
| МТК                      | Венгрия                              | 4              | 1996/97                   |
| Венус                    | Таити                                | 4              | 1999                      |
| Сен-Джорджес             | Французская Гвиана                   | 4              | 1999/00                   |
| Мазембе                  | ДР Конго                             | 4              | 2000                      |
| Барри Таун               | Уэльс                                | 4              | 2002/03                   |
| ПСВ                      | Нидерланды                           | 4              | 2004/05                   |
| Норт Вилледж Рэмс        | Бермудские острова                   | 4              | 2005/06                   |
| Хапоэль Тель-Авив        | Израиль                              | 4              | 2009/10                   |
| Нотр Дам                 | Барбадос                             | 4              | 2010                      |
| Ба                       | Фиджи                                | 4              | 2010                      |
| Аль-Хиляль Эр-Рияд       | Саудовская Аравия                    | 4              | 2010/11                   |
| Рейкьявик                | Исландия                             | 4              | 2011                      |
| Сколарс Интернешнл       | Каймановы острова                    | 4              | 2011/12                   |
| Марибор                  | Словения                             | 4              | 2012/13                   |
| Бенфика Бисау            | Гвинея-Бисау                         | 4              | 2015                      |
| Истерн                   | Гонконг                              | 4              | 2015/16                   |
| Хоройя                   | Гвинея                               | 4              | 2016                      |
| Аль-Хиляль Омдурман      | Судан                                | 4              | 2016                      |
| Карабах Агдам            | Азербайджан                          | 4              | 2016/17                   |
| Копенгаген               | Дания                                | 4              | 2016/17                   |
| Санта-Колома             | Андорра                              | 4              | 2017/18                   |
| Дандолк                  | Ирландия                             | 4              | 2018                      |
| Лудогорец                | Болгария                             | 4              | 2018/19                   |
| Флора                    | Эстония                              | 4              | 2020                      |

## Рекорды
| № дубля | Клуб             | Страна            | Сезон   |
| ------- | ---------------- | ----------------- | ------- |
| 1       | Престон Норт Энд | Англия            | 1888/89 |
| 2       | Линфилд          | Северная Ирландия | 1891/92 |
| 3       | Линфилд          | Северная Ирландия | 1892/93 |
| 4       | Линфилд          | Северная Ирландия | 1894/95 |
| 5       | Линфилд          | Северная Ирландия | 1897/98 |
| 6       | Линфилд          | Северная Ирландия | 1901/02 |
| 7       | Линфилд          | Северная Ирландия | 1903/04 |
| 8       | Линфилд          | Северная Ирландия | 1921/22 |
| 9       | Линфилд          | Северная Ирландия | 1922/23 |
| 10      | Линфилд          | Северная Ирландия | 1929/30 |
| 11      | Линфилд          | Северная Ирландия | 1933/34 |
| 12      | Линфилд          | Северная Ирландия | 1949/50 |
| 13      | Саут Чайна       | Гонконг           | 1960/61 |
| 14      | Саут Чайна       | Гонконг           | 1961/62 |
| 15      | Саут Чайна       | Гонконг           | 1971/72 |
| 16      | Линфилд          | Северная Ирландия | 1981/82 |
| 17      | Саут Чайна       | Гонконг           | 1987/88 |
| 18      | Саут Чайна       | Гонконг           | 1990/91 |
| 19      | Саут Чайна       | Гонконг           | 1996/97 |
| 20      | Саут Чайна       | Гонконг           | 1999/00 |
| 21      | Саут Чайна       | Гонконг           | 2006/07 |
| 22      | Саут Чайна       | Гонконг           | 2009/10 |
| 23      | Линфилд          | Северная Ирландия | 2011/12 |
| 24      | Линфилд          | Северная Ирландия | 2016/17 |
| 25      | Линфилд          | Северная Ирландия | 2020/21 |